# تاريخ الجزائر
تاريخ الجزائر هو جزء من تاريخ أوسع من شمال أفريقيا وبالأخص المغرب الكبير ويعود لآلاف السنين. كانت شمال أفريقيا منطقة عبور للناس الذين يتجهون نحو أوروبا أو الشرق الأوسط، وبالتالي، تأثر سكان المنطقة بالسكان من المناطق الأخرى، في العصور القديمة، شهدت الأراضي الجزائرية تشكيل الإمبراطورية القرطاجية والممالك النوميدية قبل أن تمر تحت الهيمنة الجزئية للرومان والوندال والبيزنطيين والأقليات المستقلة. 
شهد القرن السابع الفتح الإسلامي. ثم عرفت المنطقة المغاربية العديد من السلالات الحاكمة المحلية: رستميون (767 - 909)، زيريون (972 - 1148)، حماديون (1014 - 1152)، زيانيون (1235 - 1556) وفترات الاندماج في المجموعات الأكبر: الأمويين (في القرن الثامن)، الفاطميين (في القرن العاشر)، المرابطين (في القرن الحادي عشر)، الموحدين (في القرن الثاني عشر).
بدأت الجزائر المعاصرة تشكل نفسها في بداية إيالة الجزائر، أي في القرن السادس عشر. بعد الاحتلال والإستعمار الفرنسي ظهرت الحركات القومية في بداية القرن العشرين وأدت إلى اندلاع ثورة التحرير الجزائرية في عام 1954، وهي كفاح مسلح انتهى باستقلال البلاد في عام 1962، ودسترة الدولة القومية الحالية.

## قبل التاريخ

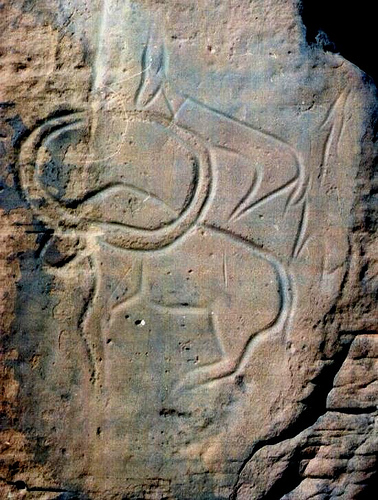
نقوش صخرية بالغيشة ولاية الأغواط

### العصر الحجري القديم
اكتشف أقدم بقايا للإنسان في شمال أفريقيا في موقع عين لحنش قرب سطيف. يعتبر الموقع أقدم موقع أثري في شمال أفريقيا. صنفت أعمار البقايا إلى 1.8 مليون سنة.
موقع تغنيف
أسفر موقع أشوليني في تغنيف بولاية معسكر عن رفات يقدر عمرها بين 800,000 و400،000 قبل الميلاد ومن بين هذه الآثار، التي تتألف أساسا من عظام الحيوانات ومجسمات من الحجر المنحوت، اكتشف علماء الآثار عظام اسلاف الانسان، ويعتبر رجل تغنيف أقدم ممثل معروف من سكان شمال افريقيا.[بحاجة لمصدر]
يعتقد بعض العلماء ان الإنسان العاقل القادم من القرن الأفريقي أستوطن الجزائر، وتمركز في المغرب الأوسط لمدة 150 قرنا أي من سنة 000 250 إلى 000 50 قبل الميلاد، حتى نهاية العصر الحجري القديم الوسيط. من 50,000 وحتى 20,000 قبل الميلاد فسحت الأشولينية المجال للعاترية.
العاترية

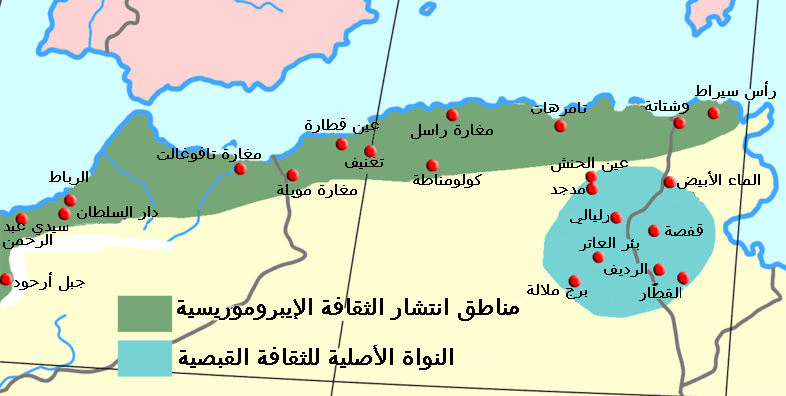
مناطق أنتشار الحضارة العاترية والحضارة القبصية

تعود عموما إلى العصر الحجري القديم الأوسط والأعلى، تعرف الحضارة العاترية من بقايا اكتشفت في الموقع المسمى بئر العاتر في ولاية تبسة، وهي تمتد إلى ثورة العصر الحجري الحديث نحو 7500 قبل الميلاد. شهدت هذه الفترة، حوالي 20,000 قبل الميلاد هطول أمطار غزيرة في الصحراء الكبرى وشمال الجزائر، عرفت المنطقة مناخ رطب جدا شجع في نمو مجموعات من الفيلة وزرافات ووحيدي القرن وغيرها، والتي طاردها وإصطادها العاتريين بأعداد كبيرة.
وقد كشفت الحفريات الأثرية أسلحة متطورة للغاية، وربما استخدمت للصيد، وهي مصنوعة من الحجر والخشب وحتى الحبال. أول مدبب للرماح في شمال إفريقيا هم العاتريين ويسمون الوهرانيون (أيضا إيبيروموريسيين). ويبدو أن هذه الصناعات ظهرت حوالي 000 15 قبل الميلاد. حول وهران في غرب الجزائر، قبل أن تنتشر عبر ساحل شمال افريقيا لمدة خمس آلاف سنة التي تلت.

### العصر الحجري الحديث
إختفت العاترية في 7500 قبل الميلاد، خلال ثورة العصر الحجري الحديث، مع الثورة الزراعية ظهرت المجتمعات الحضر التي تنتج المواد الغذائية من خلال الزراعة والتدجين. في الجزائر هذه الثورة أدت إلى الحضارة القبصية.

### فجر التاريخ

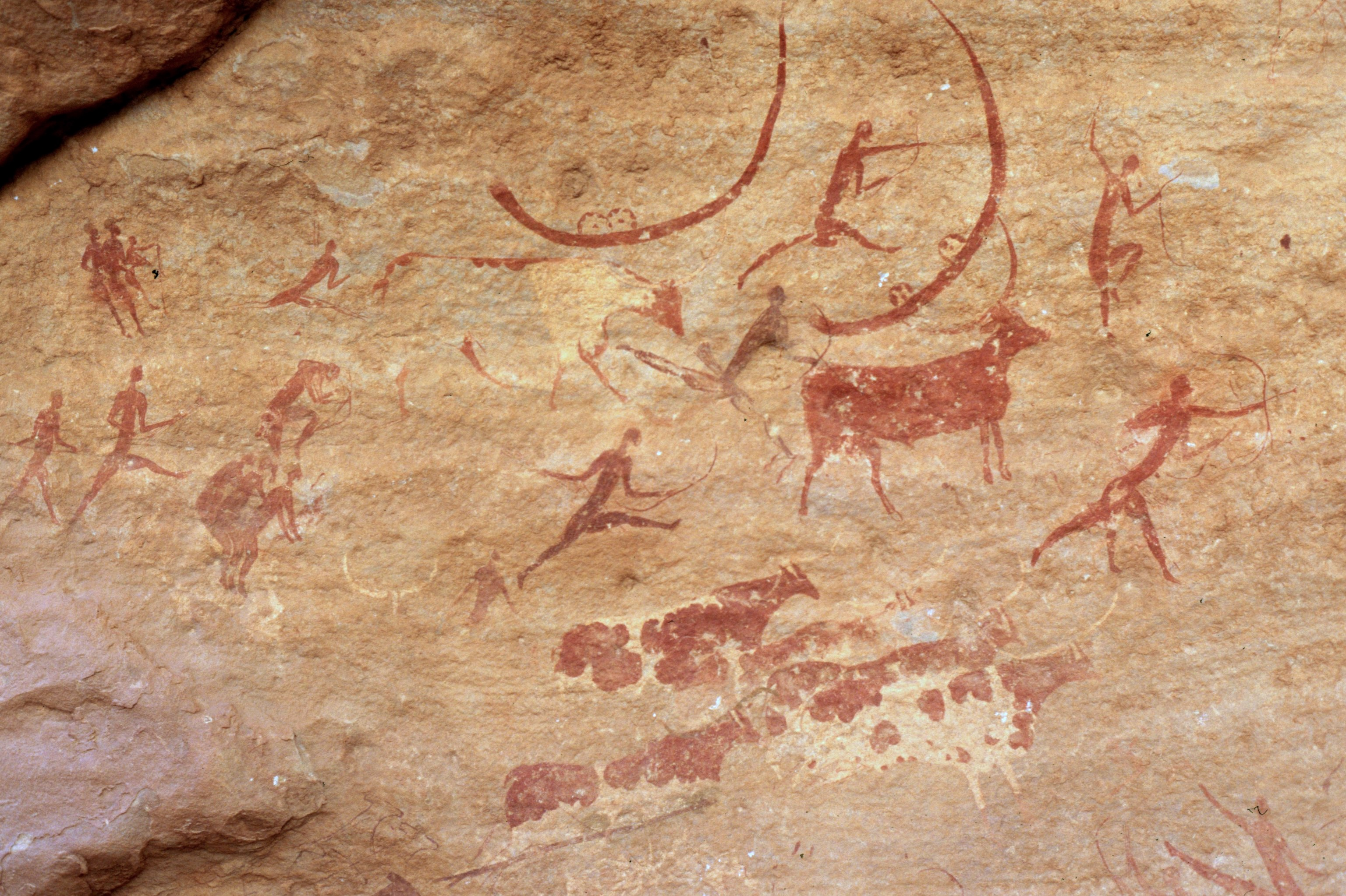
رسومات على الصخور في طاسيلي ناجر

ظهرت الحضارة القبصية مع ثورة العصر الحجري الحديث بين 9000 و7500 قبل الميلاد. واستمرت حتى ظهور العصر الحديدي حوالي 2000 قبل الميلاد. ظهرت أولا في جنوب قسنطينة، قبل أن تنتشر في جميع أنحاء المنطقة المغاربية. القبصيين الذين سكنوا المخيمات المصنوعة من الأكواخ والأغصان استقروا عموما على مواقع بالقرب من أحد الوديان أو الممرات الجبلية. في ذلك الوقت معظم شمال إفريقيا كان مثل السافانا، كما هو الحال في شرق أفريقيا اليوم، إضافة لغابات البحر المتوسط على المرتفعات العالية.
يعتبر القبصيين أول من قام بتدجين المواشي في المنطقة المغاربية. أيضا أوائل الفنانين الشمال إفريقيين؛ مارسوا مختلف الفنون، منها الفن الزخرفي والمجوهرات مثل القلائد المصنوعة من الصدف، والعديد من اللوحات التجريدية والتصويرية. قام القبصيون تغذية الأغنام والماشية، والإنتاج الزراعي وحتى الحلزونات: عثر بالفعل على مخزون هائل من قواقع الحلزون الفارغة التي يعود تاريخها إلى الفترة القبصية، منها في مشتى سيدي لعربي بولاية قسنطينة. من وجهة نظر تشريحية القبصيين هم إثنيا نوعان: ميشتا أفالا (المشتويد) وأوائل المتوسطيين (البحر الأبيض المتوسط)، وبعضهم يعتقد أنهم هاجروا من الشرق؛ وهذا الأخير إستوعبه السكان الأقدم (المشتويد).

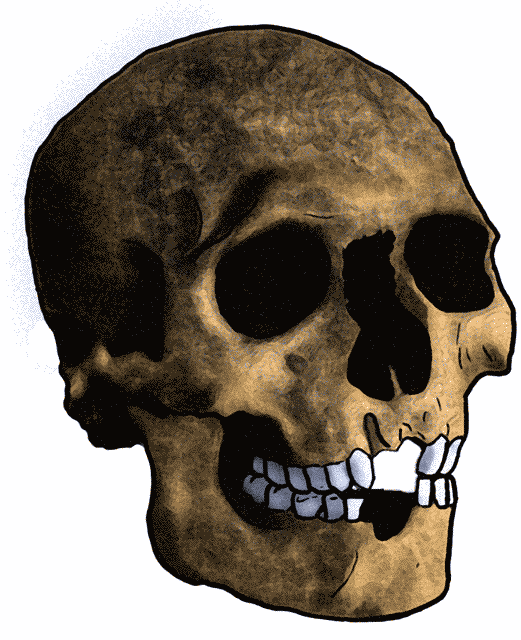
تم العثور على مشتى لعربي بالقرب من قسنطينة.

حوالي 3000 قبل الميلاد، بدأ القبصيين الهجرة جنوب الأطلس التلي والإستقرار خارج باتنة الحالية وتدريجيا إلى حدود الصحراء الكبرى التي كانت في ذلك الوقت أكثر جنوبا، إلى تمنراست الحالية. وخلال هذه الفترة نفسها، جفت الصحراء الكبرى بسرعة، وأصبحت صحراء قاحلة للغاية، كما نعرفها اليوم. وبما أن المنطقة المغاربية لم تعرف العصر البرونزي، مثل كل أفريقيا، نجت الحضارة القبصية حتى بداية العصر الحديدي، مؤرخة مع ظهور الأفران حوالي 1500 قبل الميلاد. وقد تم التخلي عن هذه الرسالة القديمة من الانتقال المباشر إلى العصر الحديدي، مع اكتشاف تمثيلات الأسلحة المعدنية على المنحوتات الصخرية من الأطلس المغربي العالي.
ترك القبصيين الذين هاجروا إلى الصحراء الكبرى ورائهم لوحات صخرية رائعة مثل تلك التي في طاسيلي ناجر والتي يرجع تاريخها إلى فترة 5000 إلى 1500 قبل الميلاد. أو تلك الموجودة في منطقة البيض، وكلاهما يشهد على طريقة الحياة، وممارسات الصيد والزراعة وطقوس القبصيين، فضلا عن التجفيف التدريجي للصحراء الكبرى الذي بدأ من 2600 قبل الميلاد. إن جفاف الصحراء الذي تلى هذه الحضارة جعل من الممكن الحفاظ على هذه الأعمال بشكل طبيعي في متاحف الهواء الطلق، وهذا عبر عدة آلاف من السنين. واليوم، فإن التباين بين رفاهية الحياة البرية التي رسمت على هذه اللوحات والجفاف الحالي للصحراء يزيد من جاذبيتها التاريخية والفنية. وللأسف، فإن هذه المواقع الصخرية في الصحراء الكبرى تهددها في الوقت الحاضر تواتر السياحة والتدهور الناجم عنها.

## التاريخ القديم
تاريخ الجزائر في التاريخ القديم أو العصور القديمة يسجل قبل ظهور ممالك العصر الحديدي الذي امتد على مدى فترة من حوالي 1500 سنة.

غرب البحر الأبيض المتوسط في وقت المعاهدة الرومانية القرطاجية 509 قبل الميلاد.

### الفينيقيون
وصل شعب فينيقيا إلى ساحل شمال أفريقيا حوالي 900 قبل الميلاد، وأنشأوا الإمبراطورية القرطاجية حوالي 800 قبل الميلاد. توسعوا في الأراضي الجزائرية وأسسوا هيبون (عنابة الحديثة) وروسيكاد (سكيكدة الحديثة) وإكوزيوم (الجزائر الحديثة) وأيضا القل، بجاية، دلس، شرشال، تنس، بطيوة، الغزوات وتيبازة. عين القرطاجيين قضاة خاص بهم لحكم المدن واحتفظت قرطاج بالسيطرة المباشرة على المستعمرات. وبحلول بداية القرن الخامس قبل الميلاد، أصبحت قرطاج المركز التجاري لمنطقة غرب البحر الأبيض المتوسط وسيطرت على الشؤون السياسية والعسكرية والاقتصادية للبحر الأبيض المتوسط الغربي بالأخص سواحل شمال أفريقيا وجزرها، نظرا لقواتها البحرية. في 509 قبل الميلاد، تم توقيع معاهدة بين قرطاج وروما تنص على تقسيم النفوذ والأنشطة التجارية.
بسبب تضارب المصالح بين الإمبراطورية القرطاجية القائمة والجمهورية الرومانية المتوسعة حيث كان الرومان مهتمين في البداية بالتوسع عبر صقلية، والتي كانت جزء منها تحت السيطرة القرطاجية. أدى هذا لبداية الحرب البونية الأولى التي إسمرت من 264 إلى 241 قبل الميلاد. كانت قرطاج القوة المهيمنة في غرب البحر الأبيض المتوسط، مع إمبراطورية بحرية واسعة. كانت روما قوة صاعدة بسرعة في إيطاليا، لكنها تفتقر إلى القوة البحرية قرطاج. شهدت الحرب البونيقية الثانية (218-201 ق.م) عبور هانيبال لجبال الألب في 218 قبل الميلاد، تلتها حملة طويلة ولكن فشلت في نهاية المطاف من هانيبال في قرطاج في إيطاليا القارية. وبحلول نهاية الحرب البونيقية الثالثة (149-146 قبل الميلاد)، وبعد أكثر من مائة عام وفقدان مئات الآلاف من الجنود من كلا الجانبين، كانت روما قد غزت إمبراطورية قرطاج، دمرت المدينة تماما، وأصبحت الأكثر دولة قوية في غرب المتوسط.

### مملكة نوميديا

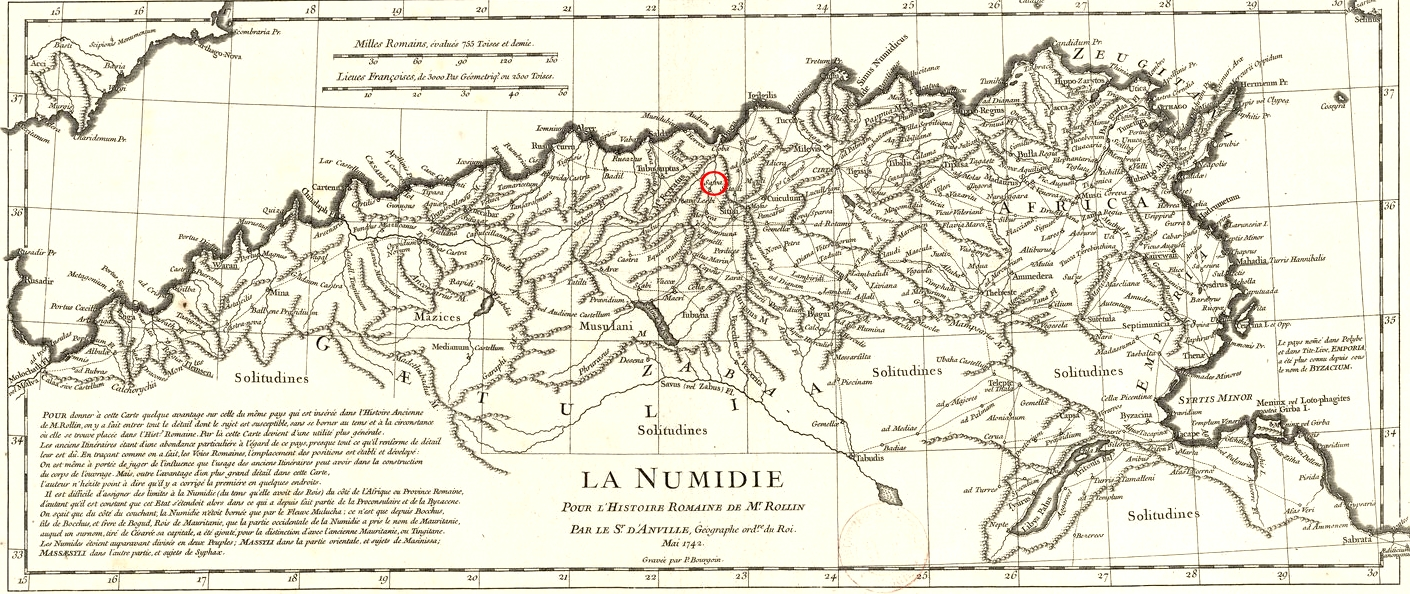
خريطة مملكة نوميدية في شمال أفريقيا

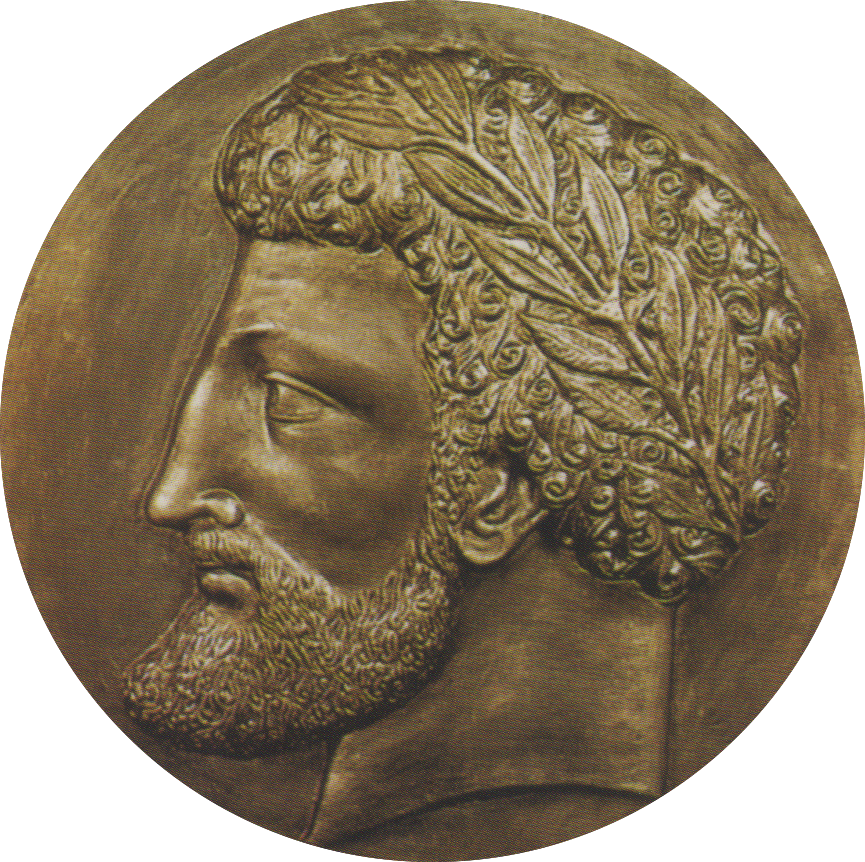
الملك الأمازيغي ماسينيسا، مؤسس مملكة نوميديا (حوالي 201 قبل الميلاد).

تاريخ ضريح إيمدغاسن النوميدي في الأوراس يعود إلى 300 سنة قبل الميلاد. يعتبر النصب النوميدي أقدم ضريح في الجزائر. بدأت الفترة النوميدية حوالي 250 قبل الميلاد. مع ظهور قبائل في شمال الجزائر:
«مملكة ماسيليا» التي كانت تقع في شرق الجزائر وجنوب تونس و«مملكة ماسيسيليا» التي شملت غرب الجزائر. هذه القبائل تسيطر على السهول بين جبال الأطلس وساحل البحر الأبيض المتوسط في شمال الجزائر، وسرعان ما تصل إلى المواجهة.
بدأ التنافس مع مجيئ الملك سيفاكس إلى السلطة في 215 قبل الميلاد. «ملك ماسيسيليا»: يريد أن يجعل من مملكته قوة تجارية وعسكرية، وحليفة مع قرطاج في معركته ضد روما. ومع ذلك، يعوق سيفاكس في مشاريعه من خلال وجود إمارة مملكة ماسيسيليا في الشرق بقيادة الملك زيلالسان. ماسيسيليا تحتل الأراضي (نوميديا الشرقية) بين مملكة سيفاكس وقرطاج، لذلك سيفاكس يقرر التخلص منها. انه يطلق الأعمال العدائية بمساعدة قرطاج. فإنه يسبب اضطرابات داخلية في ماسيلس لإضعاف لهم قبل سحق لهم. يموت زيلالسان بسرعة ويحل محله غايا. ويقترب «ماسيلس» من روما، ولكنهم يترددون في إبرام تحالف دائم. غير أن سيفاكس ارتكب خطأه الأول بكسر تحالفه مع قرطاج فجأة وبانضمامه إلى روما، فأرسل له ثلاثة ألاف من الجنود. ثم بدأت قرطاج لدعم «ماسيلز»، ولكن الملك غايا توفي فجأة.

### الوندال

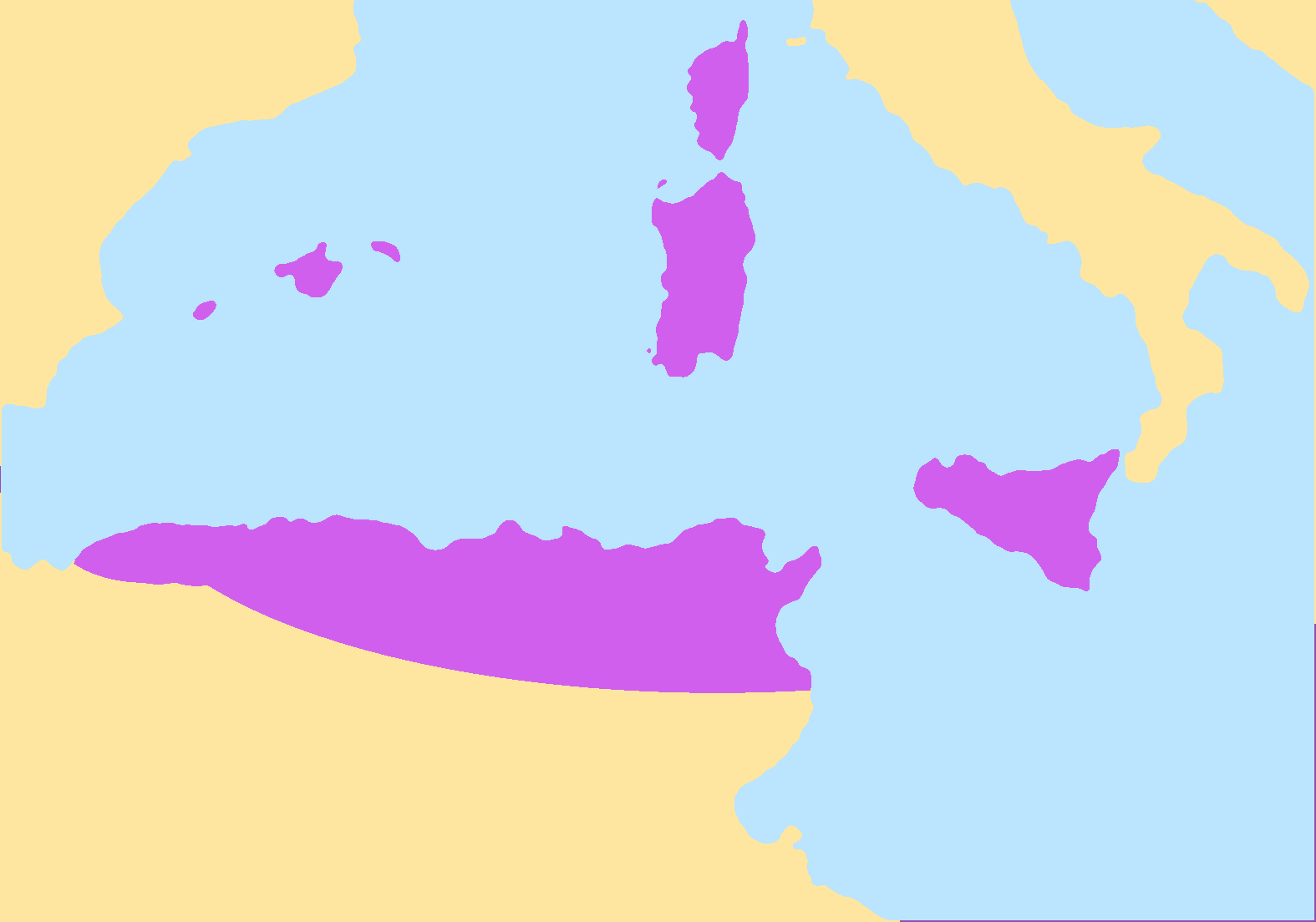
أقصى حد للمملكة الوندالية 476 م.

في مايو 429، عبر 80,000 من الوندال والألانس، بما في ذلك 15,000 جندي، بقيادة ملكهم غايسيريك مضيق جبل طارق للعبور إلى أفريقيا الرومانية. ووفقا لكاتب الإمبراطورية الشرقية (يوردانس)، كان كونت بونيفاكيوس، والذي تمرد ضد غالا بلاسيديا، كان المحرض على مرورهم إلى أفريقيا. شعر بونيفاكيوس بالقلق من نجاح الوندال، وسعى للحد من أضرار التخلي عن موريطنية. رفض غايسيريك التوقف. تحالف مع القبائل المحلية، ودمر نوميديا الرومانية وجزء من البروقنصلية. تم تأسيس المملكة الوندالية الخاصة بهم على طريقتهم، تجاوزت هيبون وحاولت دون جدوى الاستحواذ على قرطاج، ثم أعادو خطواتهم ووضعوا حصار أمام هيبون. القبائل المجتمعة من الوندال وألانس تمثل 80,000 شخصا. ويبلغ عدد سكان الرومان في أفريقيا 7 إلى 8 ملايين نسمة.
في عام 442، وقع ملك الوندال جينسيريك معاهدة سلام ثانية مع فالنتينيان الثالث، بموافقة ثيودوسيوس الثاني. وهكذا حصل على الحقوق كاملة لتوجيه المقاطعة الرومانية في أفريقيا البروقنصلية، بيزاسينا، وشرق نوميديا. الجزء الغربي من نوميديا وموريطانيا السطايفية والقيصرية عادت إلى الإمبراطورية.

### بيزنطة

ذروة الإمبراطورية الرومانية الشرقية في عهد جستينيان الأول.

في مارس 534، هزم الملك الوندالي غيليمر في هيبون، واختفت المملكة نتيجة تدخل الجيش البيزنطي وجنزاله بيليساريوس في 533. تم ترحيل 800 وندالي من مدينة قرطاج، وأسرهم في بيزنطة. تمكن نصفهم من الفرار والعودة إلى شمال أفريقيا واستسلموا للقوات البيزنطية بقيادة بيليساريوس. أصبحت معظم شمال أفريقيا تحت سيطرة الإمبراطورية الشرقية. تم إرسال غيليمر إلى القسطنطينية لتزين انتصار بيليساريوس، أيضا تم ترحيله إلى غلاطية. بيع جزء من الوندال كعبيد، وإندمج آخرون مع الفرسان الرومانيين، أعطي الخيار للنبلاء والأرستقراطيين بين التجنيد في الجيش البيزنطي أو يتم ترحيلهم إلى الشرق.
وفي 13 أبريل، أعاد بيليساريوس تنظيم أفريقيا المغزولة حديثا، التي أصبحت محافظة لبيزنطية، مقسمة إلى خمس مقاطعات (534-698). أصبح أرتشيلوس، وهو قسطور من بيليساريوس، محافظ لبرتوري وسلومون الحاكم العسكري. من لحظة رحيل بيليسير، ثار السكان المحليين، وبعضهم في البيزاشين بقيادة إابداس، ملك المستأجرين من أوريس، والآخرين في نوميديا، بقيادة كوتزيناس، رئيس البدو من تريبوليتانيا.

## الحقبات القرطاجية، الرومانية والمملكات النوميدية
نذكر هنا مملكة نوميديا، الأمازيغ قديما، مقاطعة للإمبراطورية الرومانية ثم البيزنطية، بين مقاطعة أفريقيا شرقا، وموريتانيا القيصرية القديمة غربا، ممثلة بالجزء الشرقي للجزائر حاليا. منقسمين لقبائل. وصف الرومان قبائل الشرق بالماسيليين (نسبة لميس، جد ماسينيسا الأكبر) أما الغربيون فهم الماسايليين. البربر (الأمازيغ) كانوا من أوائل الشعوب التي استوطنت هذه المناطق. كان الصيد أهم نشاطاتهم البدائية، ثم تحولوا إلى نشاطي الرعي والزراعة، انتظموا في تجمعات قبلية كبيرة، أطلق عليهم المؤرخون الإغريق تسمية «ليبيون»، وعرفوا عند الرومان باسم «نوميديون» و«موريسكوس» أو الموري.

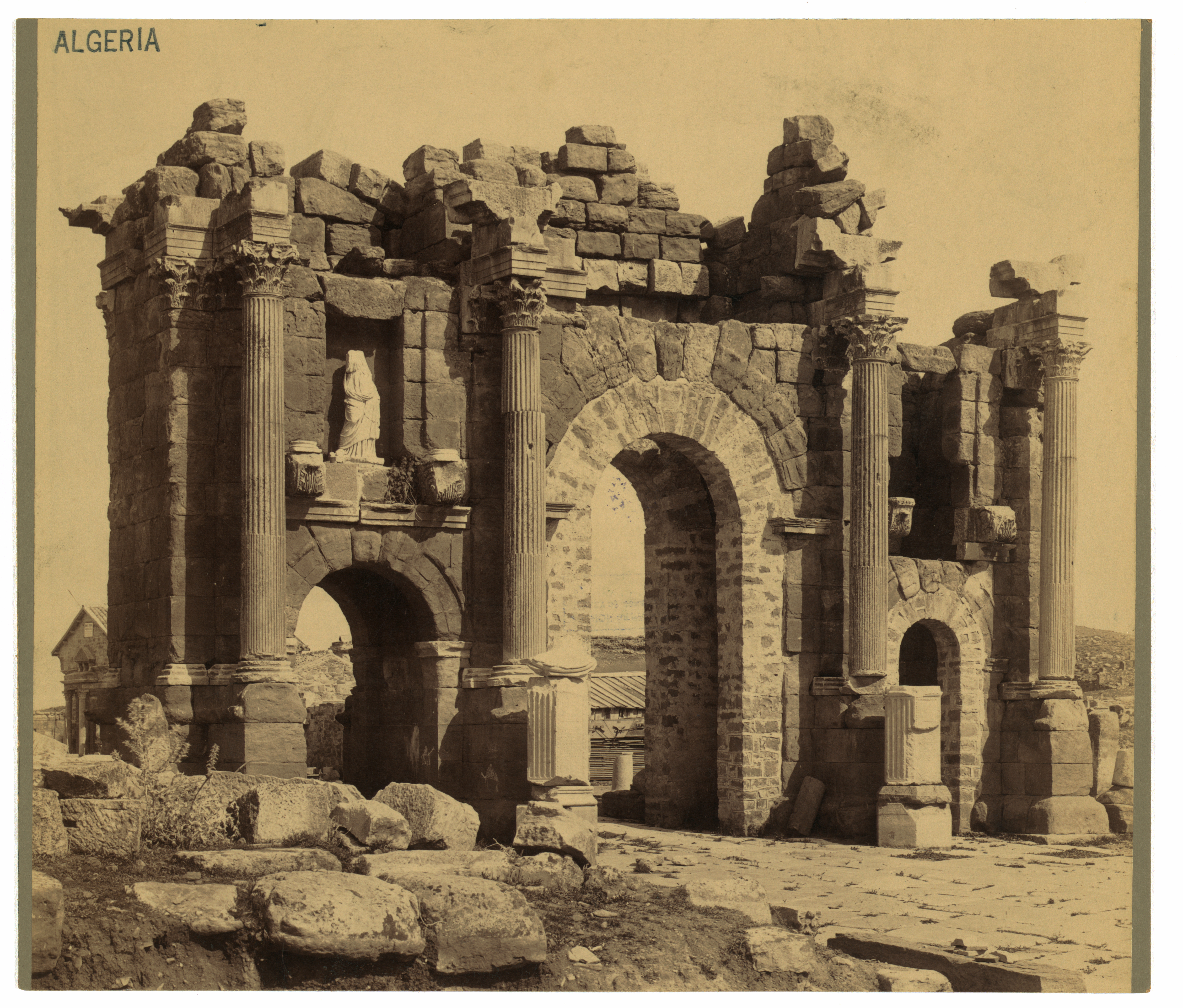
قوس تيمقاد الرومانية

خلال الحرب البونية الأولى، اتحد «الماسايليون» تحت قيادة الملك صيفاقس، مع قرطاجة، حين اتحد «الماسليون» بزعامة الملك ماسينيسا مع الرومان. كانت كل نوميديا العظمى الموحدة في يد ماسينيسا بعد انتصار الرومان. دامت الدولة قرون من الزمن حتى مجئ الرومان وخلعهم لآخر ملوكها يوغرطة. أصبحت المملكة جزءا من الإمبراطورية الرومانية بعد خيانة بوكوس.

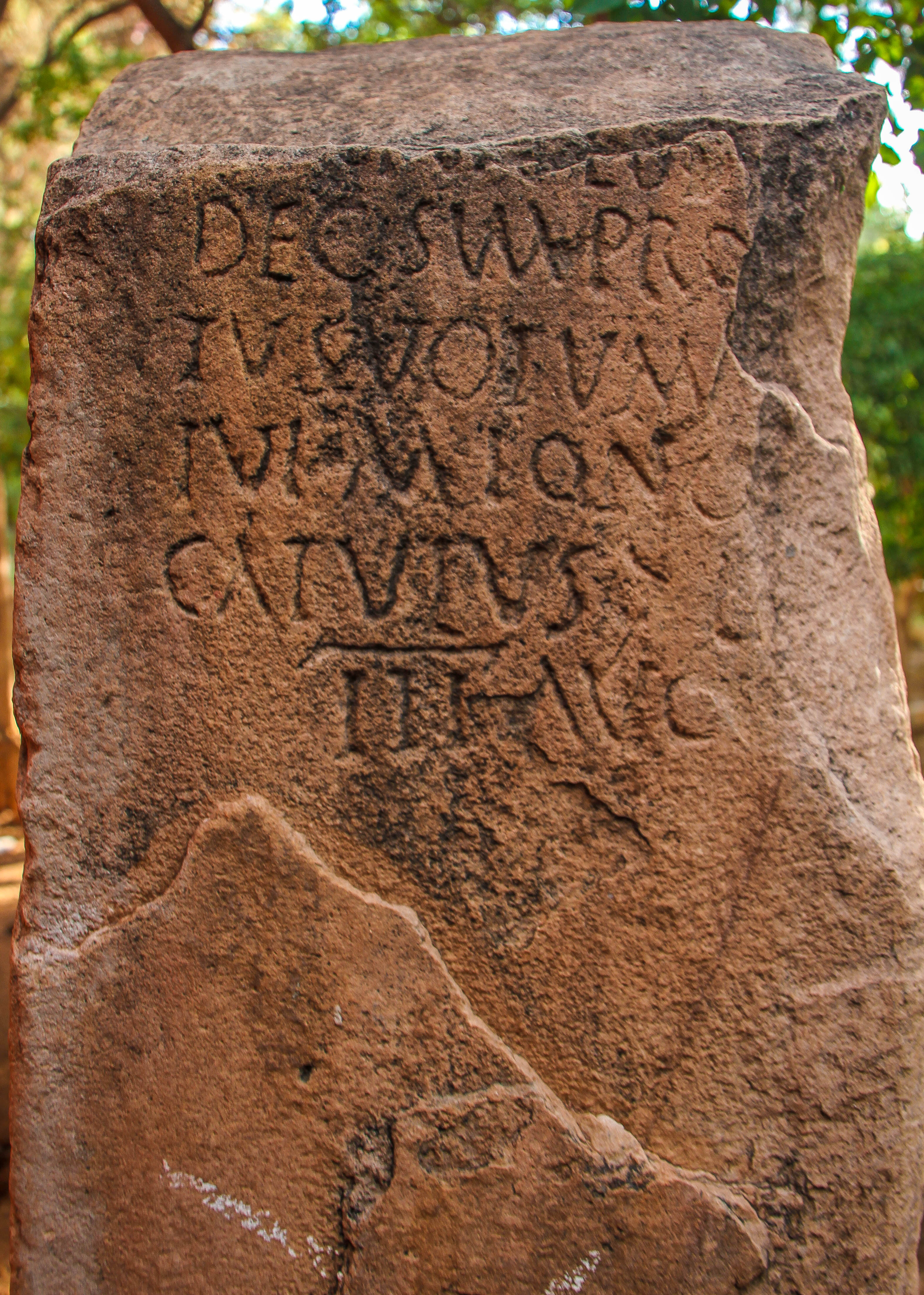
حجر اقناب ولاية الأغواط

| التاريخ                            | أحداث                                                                                      |
| ---------------------------------- | ------------------------------------------------------------------------------------------ |
| 1250 ق.م                           | وصول القرطاجيين، تأسيس هيبون (عنابة) وأوتيك                                                |
| 510 ق.م                            | معاهدة بين روما وقرطاجة، روما تعترف بالسيطرة التجارية لقرطاجة على غرب البحر الأبيض المتوسط |
| 348 - 306 ق.م                      | المعاهدات التجارية الرومانية - القرطاجية                                                   |
| (264-241,218-201,149-146 ق.م)      | الحروب البونية                                                                             |
| القرنين الثالث والثاني قبل الميلاد | المملكات النوميدية ل سيفاكس، ماسينيسا ويوغرطة                                              |
| 111 - 105 ق.م                      | الحروب اليوغرطية بين يوغرطة، ملك نوميديا والجمهورية الرومانية.                             |
| 46 ق.م                             | نوميديا تقسم بين موريطانيا ونوميديا الشرقية.                                               |
| 1 إلى 429 م                        | كاليجولا يقتل بطليموس الموريطاني لتصير نوميديا ملحقة الامبراطورية الرومانية.               |
| 429 إلى 430 م                      | دخول الوندال بقيادة جيسيريك                                                                |
| 533 إلى 646 م                      | بيليساريوس، جنرال جستنيان الأول البيزنطي، يقضي على الوندال، ويلحق المنطقة بروما الشرقية.   |

.

## موريتانية القيصرية

موريتانية القيصرية

اطلقت الامبراطورية الرومانية علي القسم الشرقي من المملكة التي كان يحكمها الملك بطليموس ابن يوبا الثاني اسم مقاطعة موريتانية القيصرية (prov.mauretania caesareeansis) كان ذلك عام 42 م بعد أن غزا الإمبراطور كاليغولا باغتيال بطليموس لتصبح المملكة في حوزة الإقليم العسكري الخاضع لسلطة التاج الامبراطوري مباشرة. ومعروف ان (موريطانية الشرقية) أصبحت تنعت بالقيصرية نسبة لعاصمتها الإدارية ايول مدينة (شرشال حاليا) التي غير اسمها يوبا الثاني واطلق عليها لقب حليفه الإمبراطور «اوكتافيوس أغسطس» الملقب بقيصر تكريما له وعرفانا بفضله عليه ثم عمل علي جعلها مدينة مشابهة للمدن الهلينسية في مضهرها العمراني ومضمونها الحضاري ونضرا للشهرة التي بلغتها عاصمة المملكة أيام تحولها الي الإدارة الرومانية كان طبيعيا ان يتخذ منها مقرا لحكام المقاطعة، وتسمي المقاطعة الجديدة المقامة علي القسم الغربي من موريطانيا بمقاطعة موريتانية الطنجية (prov.mauretania tangitana) نسبة لمدينة طنجة المغريبية التي اتخذ منها الحاكم الروماني مقرا لقيادته.

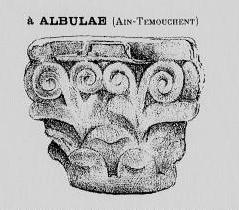
رسم من عام 1893 يُظهر بقيّة عمود أحد المعابد الرومانية التي كانت قائمة في وهران.

### الممالك النوميدية
عندما اشتد الصراع بين روما وقرطاج، ونشبت بينهما الحروب البونيقية التي استمرت 120 عاما. من 264 ق.م. إلى 146 ق. م. استطاع النوميد الأمازيغ ان يتحرروا من نفوذ قرطاجية، وكوّنوا لآنفسهم دولة مستقلة شملت الأوسط والأقصى وهي مملكة نوميديا العظمى.
و لعل أشهر ملوك النوميد (الأمازيغ) في هذه الفترة هو الملك ماسينيسا، فقد وقف حياته في خدمة بلاده وتوفير مصالح شعبه، وعمل على نشر اللغة القومية بين الشعب، وكوّن جيشا واسطولا نوميدي أمازيغيا قويا، وضرب النقود باسمه، وارتقى بوسائل الري والفلاحة وجلب لذلك الخبراء الفنيين من اليونان وروما، وعمل على توطيد علاقاته مع روما عروة قرطاج ليحقق هدفه الذي عاش يعمل له وهو توحيد المغرب الكبير
وقد ظل في نزاع مع قرطاجة، ناصرته فيه روما ولكنها ارسلت جيوشها خشية ان يتغلب على قرطاجة ويوحد شمال أفريقيا ويتعاضم امره ولا تامن روما القوة التي تنجم عن الوحدة السياسية. وعندما انتصرت روما على قرطاجة ودمرتها عام ق.م. قسمت بلاد النوميد إلى ثلاث وحدات إدارية هي:
- أفريقيا كانت تشمل أكثر المدن التونسية وقد وضعت تحت الإدارة الرومانية مباشر.
- نوميديا وقسمت مناصفة إلى مملكتين، وحدة برئسة «مسبسا» ابن ماسينيسا موحد نوميديا وكانت تمتد من البلاد تونسية إلى وسط الجزائر.
- موريتانية القيصرية ووضع على رأسها الملك الأمازيغي يوبا الثاني هذا ولم يخضع الملك يوقورطا للرومان، وبذل جهوده في ترحرير شعبه وعمل على توحيد بلاد النوميد واستطاع ان يبسط نفوذه على نوميديا كلها وخشيت روما ان يودين له كل أرض النوميد فأعلنت عليه الحرب، وانتصر الرومان، وما هو جدير بالذكر ان بوكوس الخائن، ملك موريتانيا الطنجية الذي كان صهر يوغرطة وقف إلى جانب روما في حربها ضد يوغرطة، وعندما فر هذا الأ خير التجأ إلى بوكوس فسلمه هذا إلى أعدائه، وكافأته روما بأن جعلته زعيم على قومه في مملكته الجزء الغربي، وقد تمتعت موريتانية القيصرية بالاستقلال والرخاء والنهضة في ضل ملكها يوبا الثاني أبن عنابة بالجزائر، وقد سهر هذا الملك على خدمة بلاده ومصالح رعاياه ونهض بالزراعة والري وازدهرت الحياة الاقتصادية في عهده، وقد جمل عاصمته شرشال التي أطلق عليها اسم «القيصرية» وجلب إليها الفنانين والمهندسين من مصر واليونان وروما وشيدوا في أنحائها القصور الجملة والهياكل الفخمة. وأصبحت موطن الشعراء والفلاسفة والكتاب. ولاسيما ان يوبا نفسه كان مولعاًُ بالعلم. الف عدة كتب في الفلسفة والجغرارفية والتاريخ والموسيقة، وبذل من ناحيته عناية فائقة بنشر الثقافة والمعرفة بين رعاياه. ولم يكتمل للرومان بسط مطلق نفوذهم على جميع ببلاد النوميد (الجزائر حاليا) الا بعد أن فشلت ثورة تاكفريناس. الذي أعلن العصيان في مملكة نوميديا والثورة على روما، وعندما استسلم، بسطت روما سلطانها على بلاد النوميد واستعمرتها بشكل مباشر واستقر حكمها في شمال أفريقيا

الحضارة الرومانية في أفريقية الشمالية:
استوطن الرومان بلاد النوميد وبذلوا طاقاتهم في استعمارها وعملوا عل تكثر ارض نوميديا من إنتاج ما يمون روما وبذلك حفرو الابار وشقوا القنوات ونضموا وسائل الري وتعهدوا الفلاحة وأقاموا القناطر والطرقات ومن ذلك الطرق المرصوفة الكبيرة التي وصلت بين المدن الكبرى مثل الطريق الذي كان يصل قرطاج وسيرتا (قسنطينة حاليا) وطرابلس وتافنة وقد استخدمت هذه الطرق في الشؤون التجارية ورغم أن الرومان كانو قد شقوها لأغراض عسكرية وقد تزايد الإنتاج الزراعي والحيواني والصناعي لبلاد النوميد حتى أصبحت شمال أفريقية تمول روما بالحبوب والفواكه والخمور والصوف والزيوت والمرمر والمصابيح الزيتية والأقمشة والاواني والخيول والبغال وكذلك كانت شمال أفريقية تمد روما بالحيوانات المتوحشة التي كانت عاصمة الامبراطورية تحتاجها في ألعابها وحفلاتها ونتج عن أزدهار التجارة، ان ارتفع مستوى المعيشة وتضخمت الثروات وعددت المباني الفخمة وتزايد عدد السكان كما ازدهر الفن والأدب ومختلف العلوم وظهر من بين الأمازيغ كتاب مبدعون وفلاسفة خالدون سيما بعد دخول المسيحية بنحو قرنين إلى البلاد ومن ذلك الكاتب ترتوليان الذي ولد بمدينة قرطاج والذي درس الحقوق وعمل قسيسا وصل إلى روما حيث مات عام 222 م وأشهر مؤلفاته تلك التي قاوم بها الوثنية ومن اعلام الفكر الجزائري القديس أوغستين أبن طاغاست الذي ولد عام 354م بسوق أهراس ومات عام 430 م بمدينة عنابة وأشهر مؤلفاته مدينة الألهة وقد بدا ازدهار الفن في نوميديا خلال العهد الروماني في تشييد الهيكل الفخمة المزدانة بالأعمدة الرخامية التماثيل الجميلة والمساريح والحمامات المزدانة بالفسيفسا وامتازت المنازل بالاروقة والاعمدة الرخمية والنافورات والحدائق ولا تزل بعض هذه الأثار الرومانية منتشرة في مختلف أنخاء بلاد الشمال الأفريقي خاصة الجزائر

## الفتح الإسلامي والسلالات الحاكمة
هذا العصر يتوافق مع فترة العصور الوسطى الغربية.

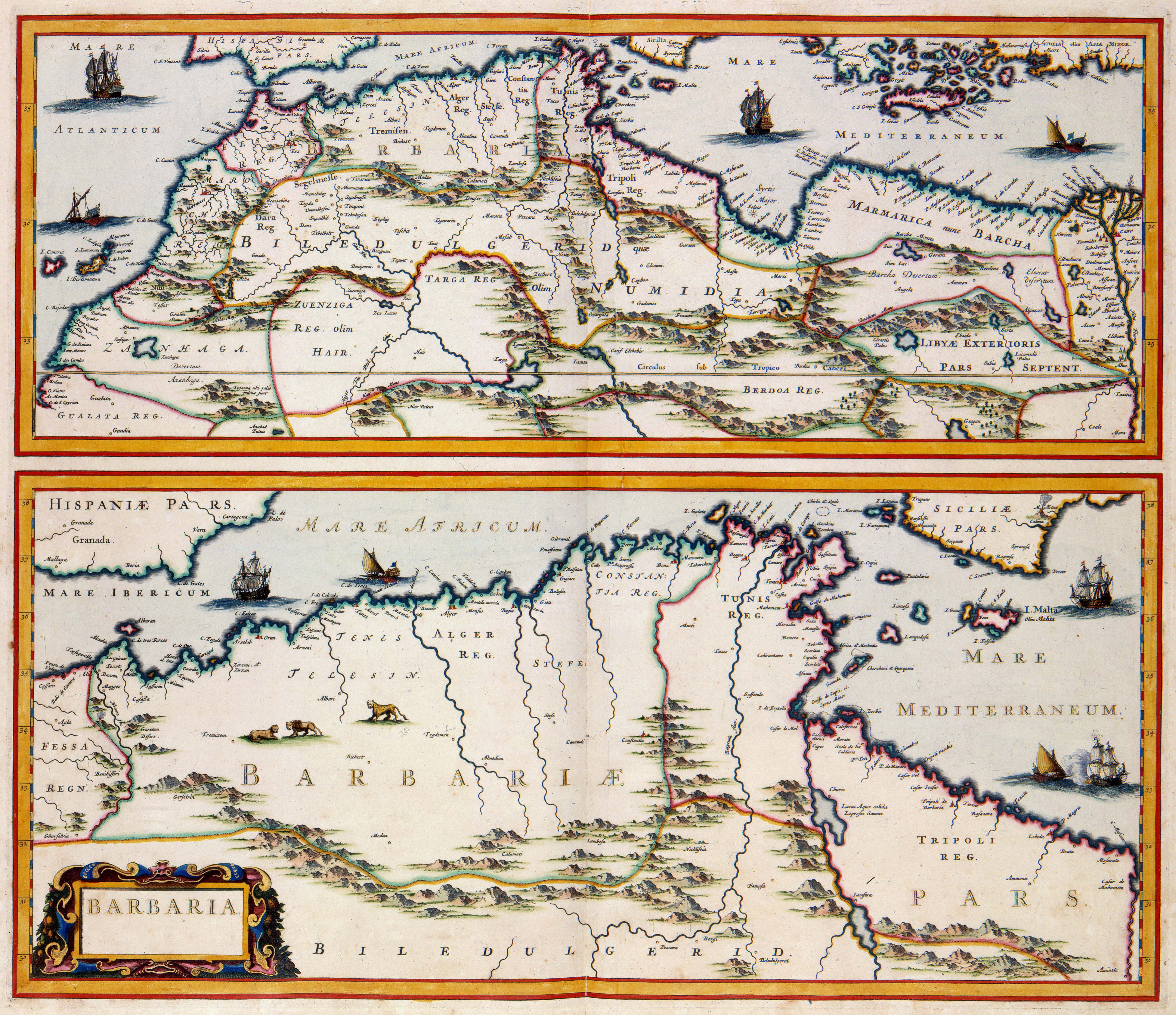
الساحل البربري والأسطول البحري الجزائري والأسد البربري وحدودها مع تونس ومملكة فاس سنة 1588م

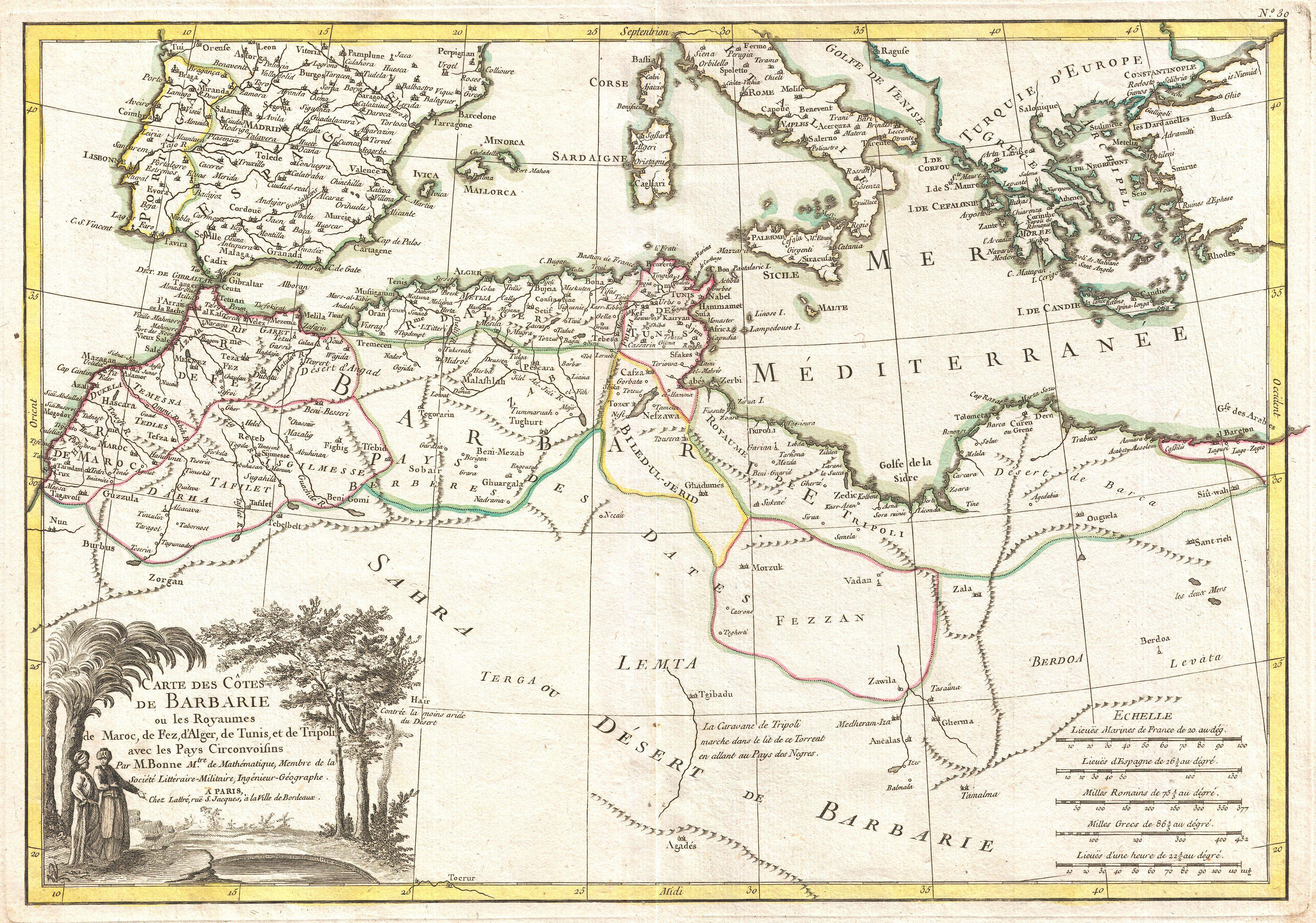
خريطة رسمت سنة 1771 لـ الساحل البربري وكل بلاد البربر

### الفتح الإسلامي

أقصى إتساع الأقصى للخلافة الأموية.
النبي محمد, 622-632
الخلفاء الراشدون, 632-661
الخلافة الأموية, 661-750

أقصى إتساع الأقصى للخلافة الأموية.
| التاريخ     | أحداث                                                           |
| ----------- | --------------------------------------------------------------- |
| 647         | وصول العرب: أبو المهاجر دينار مبعوث الأمويين                    |
| 767 - 909   | الدولة الرستمية (أول دولة إسلامية مستقلة)، والأغالبة العباسيون، |
| 908 - 972   | أبو عبد الله الشيعي والدولة الفاطمية                            |
| 972 - 1148  | دولة الزيريين                                                   |
| 1007 - 1052 | عائلة الزيريين تنقسم، حكم الحماديين                             |
| 1052- 1147  | حكم المرابطين ويوسف بن تاشفين.                                  |
| 1121 - 1235 | المهدي محمد بن تومرت يدعو الموحدين.                             |
| 1235 - 1556 | حكم الزيانيين                                                   |

### الدولة الرستمية

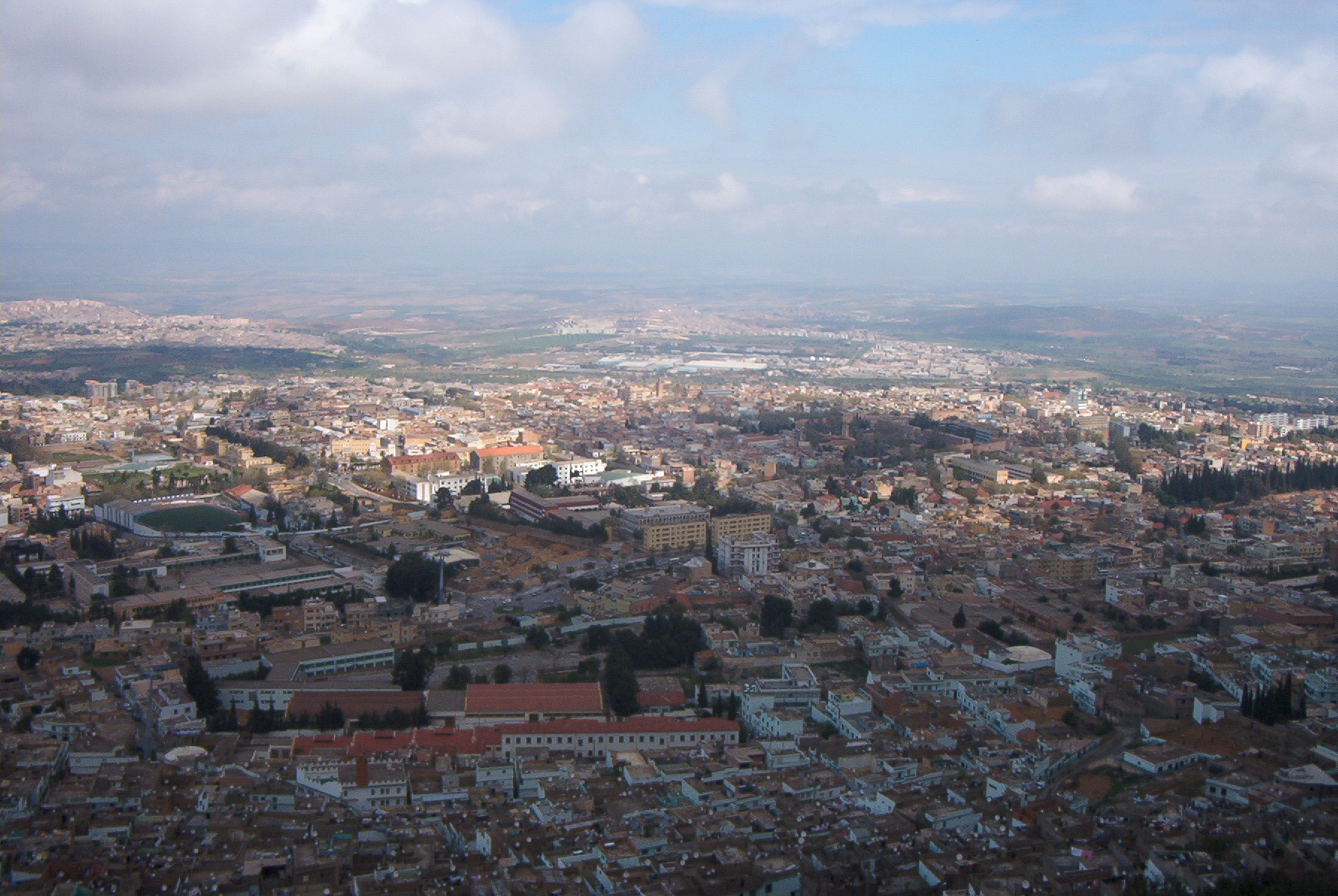
مدينة تلمسان التي ينسب مؤسسها إلى بنو يفرن في القرن الثامن.

بعد الفتح الإسلامي للمغرب، تمرد البربر ضد النظام الأموي، واتبطت ثوراته في منتصف القرن الثامن بالعقيدة الخارجية التي أغوتهم بالتزمت ورسالته المتساوية والفوز بجزء كبير من بلاد المغرب. في عام 741، كسب المغرب الأوسط الحكم الذاتي تحت شعار الخوارج. أبو قرة، زعيم قبيلة يفرين، أسس مملكة تلمسان اليفرينية. لكن أهم كيان خوارجي في الجزائر هو السلالة الرستمية الحاكمة. في بقية بلاد المغرب، استقرت سلالتان حاكمتان أخريان هما: الأغالبة السنية في القيروان والأدارسة الشيعة في فاس.

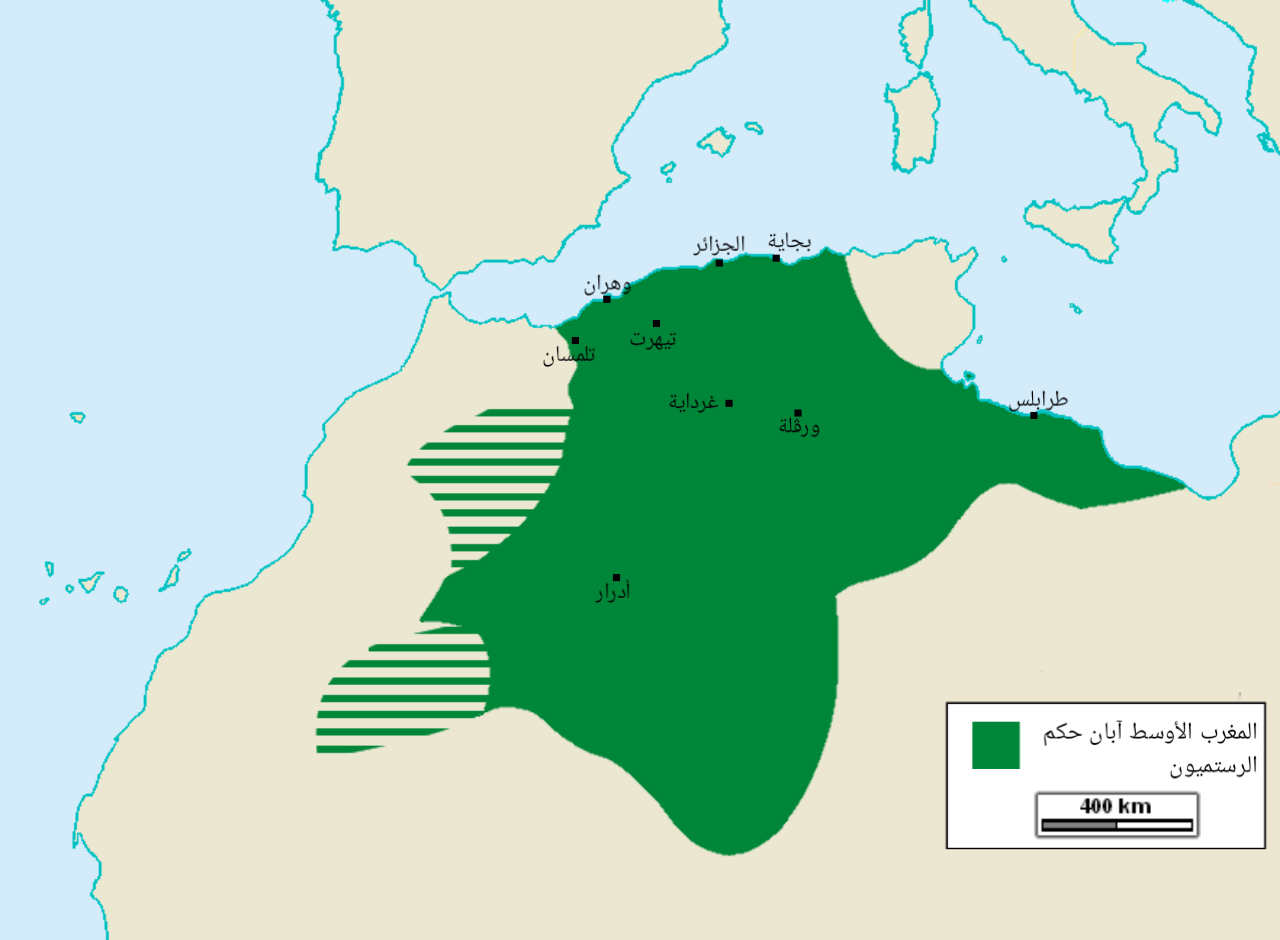
الدولة الرستمية (776 – 909)

في عام 760، تعرض ابن رستم، وهو مسلم من أصل فارسي استقر في إفريقية، لهجوم وهزم من قبل الحاكم العربي لمصر. وقد تخلى عن إفريقية لصالح الجيوش العربية ولجأ إلى غرب الجزائر حيث أسس مدينة تاهرت أو تيهرت (تيارت الحالية) في عام 761، والتي أصبحت عاصمة لمملكة الرستمية. دولة ثيوقراطية تشتهر بالتزمت من قادتها، التجارة المزدهرة، تأثيرها الثقافي فضلا عن تسامحه الديني. هذا الأخير، مثل إمارة قرطبة منذ إنشائها في 756، إحتفظت باستقلالها عن الخلافة العباسية، على الرغم من الضغط الدبلوماسي والعسكري وفقدان الأراضي.
في عام 767، أطلق أبو قرة، متحدا مع تاهرت وجبل نفوسة، حملة استكشافية إلى الشرق. حيث أحاطو بالحاكم العباسي في حصن طبنة في وحازوا على القيروان. لكن الخليفة أرسل من الشرق جيشا قويا في ظل الحاكم الجديد يزيد بن حاتم الذي تحدى الخوارج في إفريقية، ولكن بقية بلاد المغرب تجى من نفوذ بغداد. بالعودة إلى تلمسان، هزمت سلطها من قبل قبائل مغراوة. تفاوض إدريس الأول مع مغراوة لتسليم مدينة تلمسان، أنشأ أحد أحفاده، محمد سليمان، «المملكة السليمانية» في المنطة، وهي دولة يبدو أنه إدريس بن عبد الله سيطرت على المدن فقط وإدريس بن عبد الله تحت حكم الفاطميين في 931.

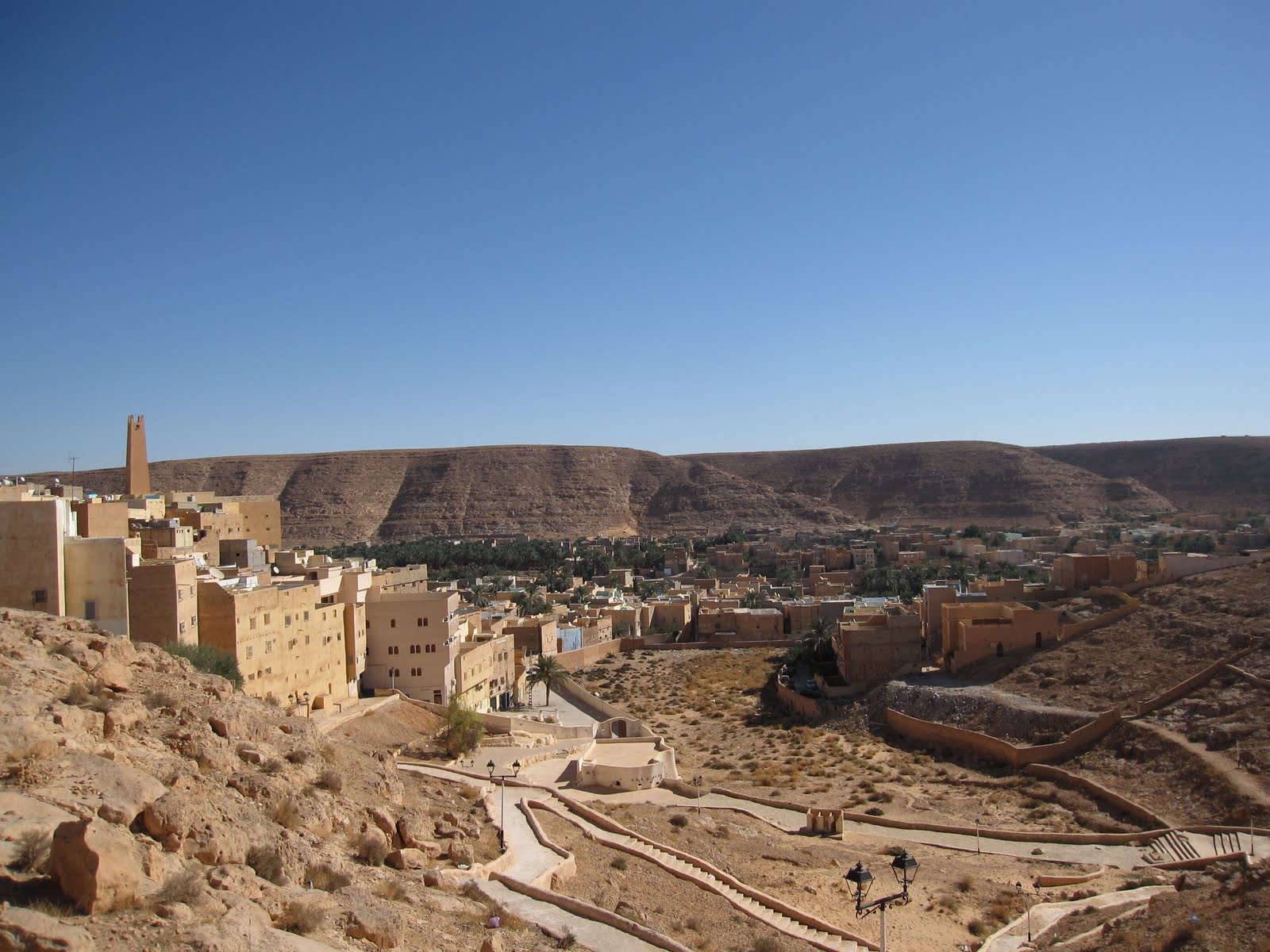
العطف، أقدم مدينة في مزاب.

في 800، حاكم العرب الزاب، حصل إبراهيم بن الأغلب على لقب الأمير وأسس سلالة الأغالبة الحاكمة، كانت سلالة حاكمة مسقلة رغم عدم انقطاعها عن الخلفاء العباسيين. احتلت هذه السلالة الجزء الشرقي من البلد. وأصبحت تاهرت مدينة تجارية غنية ومركزا ثقافيا، تحتوي مكتباتها على نصوص للتفسير القرآني ومخطوطات للطب وعلم الفلك. تعرف هذه الفترة أيضا بظهور التجارة العابرة للصحراء الكبرى يعود فصلها لاستقرار القوى السياسية. أنعش الاندلسيون تجارة البحر الأبيض المتوسط وأنشؤوا مستوطنات على الساحل: تنس في 872 ووهران في 902. تزايدت صلات تلمسان الثقافية مع الأندلس.
في عام 909، في قبضة الأزمات الداخلية، إستسلمت الدولة الرستمية لأول الهجمات الفاطمية. عاصمتها تدمرت جراء هجوم بربر كتامة بقيادة «الداعي» أبو عبد الله الشيعي. استمر الخوارج في وسعهم، ولكن بعد ثورة أبو يزيد، توقفت احتجاجات الخوارج. وحل محلها المالكية، واستقر بشكل أفضل في الأندلس والقيروان. السلالات من الطبقة البربرية المحلية: الزيانيين والحماديين كانوا مالكيين.

### الدولة الأغلبية

دولة الأغالبة في أقصى اتساع لها (800 – 909)

الأغالبة أو (بنو الأغلب) سلالة عربية من «بني تميم» حكمت في المغرب العربي (شرق الجزائر وتونس وغرب ليبيا) مع جنوب إيطاليا وصقلية وسردينيا وكورسيكا ومالطة.
كان مؤسس الأسرة الأغلب بن سالم بن عقال التميمي قائداً لجيش العباسيين، ثم أصبح ابنه إبراهيم (800-812) والياُ على إفريقية من طرف هارون الرشيد ابتداءً من سنة 787، غير أنه استقل بالأمر سنة 800 بعد تراجع دور العباسيين. وقد عمل الرشيد على دعم إبراهيم حتى لا يستقل نهائيًا كباقى الإمارات، بعد القضاء على عدة ثورات كانت أغلبها من طرف دعاة الأمازيغ، وكان من أهمها ثورة حمديس الكندى في المغرب الأدنى، وثورة أهل طرابلس سنة 189 هـ، ثمّ استقر الأمر في عهد عبد الله بن إبراهيم (812-817).
ومات إبراهيم بن الأغلب سنة 196 هـ بعد أن ترك إمارة قوية خلفه في حكمها ابنه عبد الله أبو العباس وكان سئ السيرة فقد اشتد مع الناس وزاد في الضرائب. وفي عام 201 مات عبد الله أبو العباس واستراح الناس من حكمه. ثم زيادة الله بن إبراهيم (817-838) وقد شهدت «دولة الأغالبة» في عهده أزهى أيامها، رغم أنه ظل لفترة منشغلاً بإخماد ثورة منصور الطنبذي الذي حاصر القيروان وهدد وجود الدولة، إلا أن زيادة الله تمكن من الانتصار عليه. بعد سنة 827 تم غزو صقلية من طرف الأغالبة، ثم الاستيلاء على مدينة باري في إيطالية عام 841، ثم اجتياح رومية روما ونهبها عام 846 إلا أنهم إنسحبوا بعد ذلك.
ويعد الاستيلاء على صقلية أهم إنجاز حققه «زيادة الله ابن الأغلب» فقد جهز جيشًا كبيرًا بإمرة قاضى القيروان أسد بن الفرات سنة 212 هـ. فاستولو على جزء كبير من الجزيرة، ولم يتوغلوا فيها بسبب وفاة القائد أسد بن الفرات ومساعدة الروم، فجاءت للمسلمين نجدات من القيروان والأندلس وتوغل المسلمون في الجزيرة بقيادة محمد بن أبي الجوارى، وفي عام 221 هـ توفى زيادة الله ابن الأغلب، وخلفه أخوه أبو عقال الأغلب بن إبراهيم الذي قام بعدة إصلاحات فقد أزال المظالم ومنع الخمر، وحقق بعض الإنجازات العسكرية بالاستيلاء على بعض حصون «صقلية» وهزيمة أسطول رومى جاء لمحاصرة الجزيرة، وتوفى أبو عقال سنة 226 هـ وخلفه ابنه أبو العباس محمد الأول. وظلت دولة الأغالبة قائمة يتعاقب عليها أمراء البيت الأغلبى حتى قضى عليها الفاطميون سنة 296 هـ / 909 م.
كما أنهّم غزو مالطا عام 868، وبلغت سطوة الأغالبة مبلغاً كانت فيه كل الدول المسيحية على ساحل إيطالية تدفع لهم الجزية.

### الدولة الحمادية
الحماديون، بنو حماد، الصنهاجيون: سلالة أمازيغية حكمت في الجزائر، ما بين 1007/15-1152م.
- المقر: القلعة: 1015-1090م،
- بجاية: منذ 1090م.

الحماديون فرع من الزيريين أسس دولتهم حماد بن بلكين (1007-1028 م) تولى عمل آشير (في الجزائر) من قبل بني أعمامه الزيريين حكام تونس. بنى مقره القلعة عام 1007م ثم أعلن الدعوة العباسية سنة 1015م واستقل بالحكم. إلا أنه لم يعترف بدولته إلا بعد حروب كثيرة خاضها ابنه القايد (1028-1054 م) مع الزيريين. اعترف هؤلاء في النهاية باستقلال دولة الحماديين.
في عهد بلكين (1055-1062 م) توسعت الدولة إلى حدود المغرب (مع دخول فاس)، ثم في عهد الناصر (1062-1088م) بلغت تونس والقيروان، كما امتدت أطراف الدولة جنوبا في الصحراء. قاد هؤلاء الأمراء حركة عمرانية كبيرة كما بلغت الدولة في عهدهما منذ سنة أوجها الثقافي. منذ 1104 م ومع دخول أعراب بني هلال (مع سليم ورباح) المنطقة، وتزايد ضغطهم على الدولة الحمادية، انحسرت رقعة الدولة إلى المنطقة الساحلية. سقط آخر الحماديين يحيى (1121-1151 م) بعد دخول الموحدين بجاية سنة 1152م.

### الدولة الزيانية

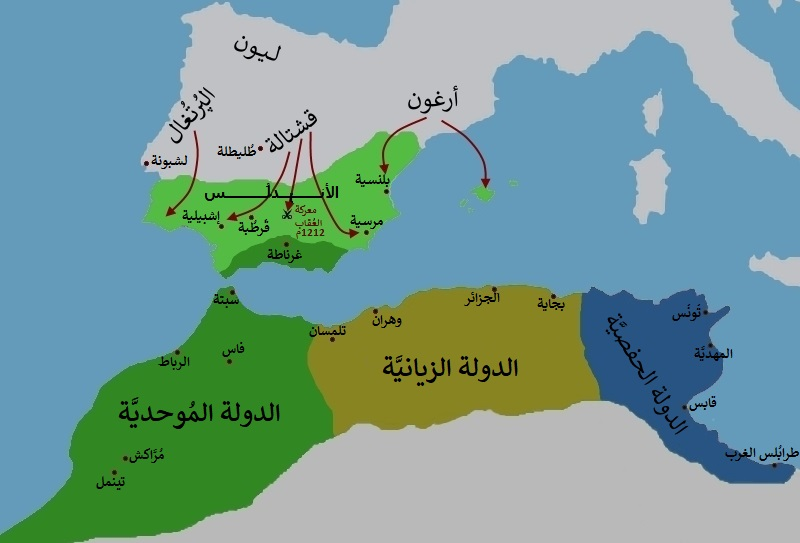
الدولة الزيانية

تأسست الدولة الزيانية على يد «اغمراسن» بن زيان. نظام حكمها وراثي عاصمتها تلمسان حاكمها يلقب بامير المؤمنين. المدة 319 سنة انتهى حكمها سنة 1554.

علم الدولة الزيانية (1235 - 1338) (1488 - 1556)

شغلت الدّولة الزيانية إقليم المغرب الأوسط (إقليم دولة الجزائر حالياً)، وعمل حكامها بدءًا بجدّهم يغمراسن بن زيان على توسيع حدودها وتثبيت قواعدها وضم القبائل إلى سلطتهم.
وتمكن «يغمراسن» من التوسع غربًا، وصار الحد الفاصل بينه وبين دولة بني مرين بالمغرب الأقصى وادي ملوية، كما امتدّ نفوذه إلى مدينة وجدة وتاوريرت وإقليم فجيج في الجنوب الغربي.
حدودها كانت تمتد من تخوم بجاية وبلاد الزاب شرقا إلى وادي ملوية غربًا، ومن ساحل البحر شمالاً إلى إقليم توات جنوبًا، وبقيت هذه الحدود في مد وجزر بسبب هجمات «بني مرين» غربًا و«بني حفص» شرقًا وكانت العاصمة مدينة تلمسان.
لم تكن حدود الدّولة الزيانية ثابتة ومستقرّة، بل كانت بين مد وجزر تبعًا للظروف السياسية والأخطار الخارجية، وكانت لا تتجاوز في بعض عهودها أسوار العاصمة تلمسان، مثلما حصل أيام الحصار المريني لها سنة 699 هـ إلى 706 هـ/1299 – 1307م، بل اختفت معالمها نهائيا عندما هاجمها أبو الحسن المريني سنة 737 هـ/1337م، إلى غاية إحيائها من جديد على يد أبي حمو موسى الثاني سنة 760 هـ/1359م.

### الدولة الزيرية

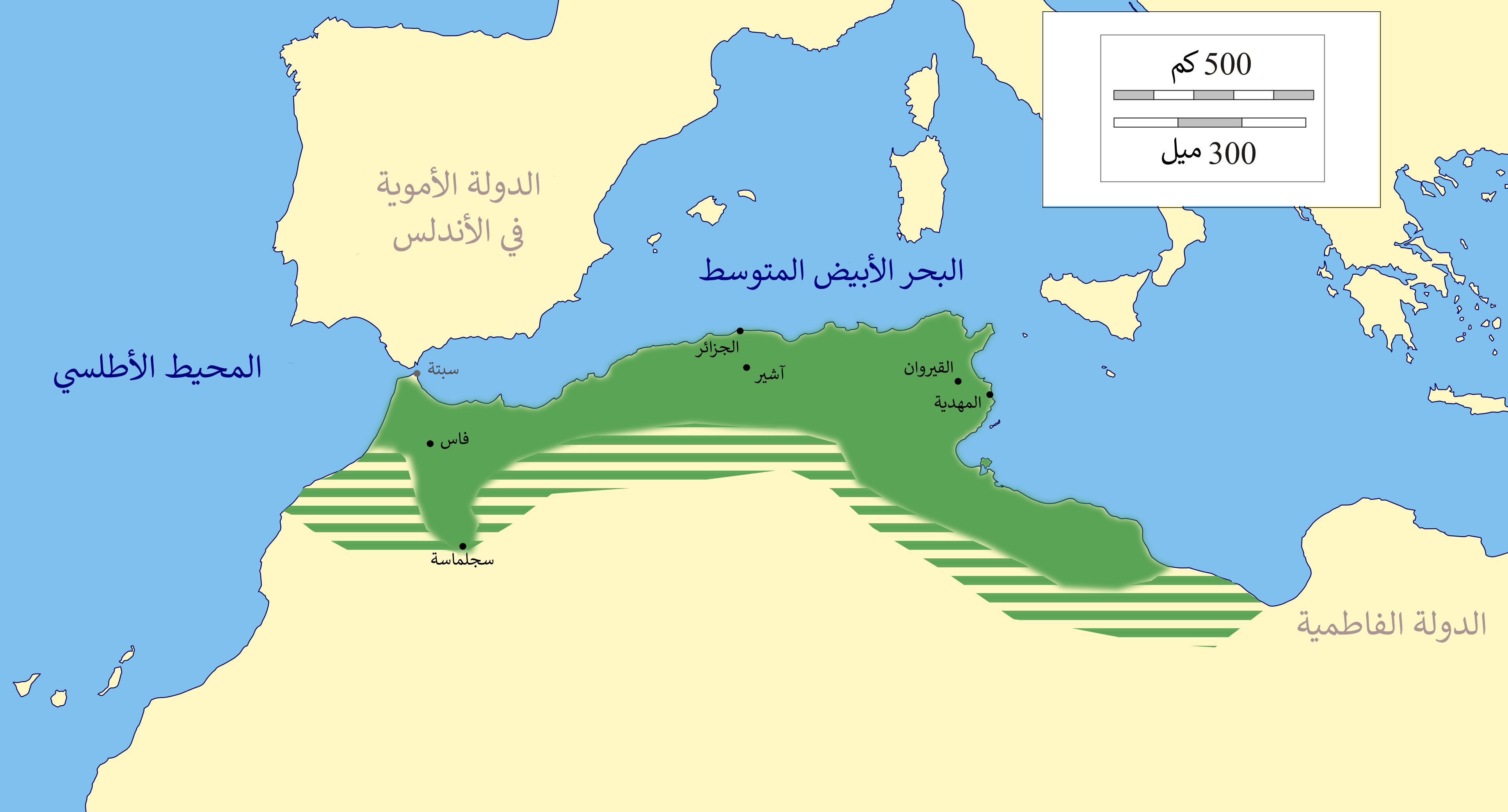
الدولة الزيرية من طرابلس شرقا حتى سبتة، وفاس سنة 980م غربا

اتخذ الزيريون عدة عواصم ابتداء من مدينة آشير منذ عام 971 م، ثم القيروان منذ عام 1048 م، ثم المهدية منذ عام 1057 م.
ينحدر بنو زيري من المغرب الأوسط وسط الجزائر حاليا وكان كبيرهم «زيري بن مناد» من أتباع الفاطميين منذ 935م. تولى الأخير سنة 971م حكم الإمارة في قلعة آشير (الجزائر). تمتع ابنه من بعده بلكين بن زيري (971-984 م) باستقلالية أكبر عندما حكم جميع بلاد إفريقية، وتمكن من أن يمد في دولته غربا حتى سبتة، وهاجموا فاس سنة 980م لكنهم لاقوا مقاومة من السكان المحليين من قبيلة زناتة المتحالفين مع خلافة قرطبة.
دخل الزيريون بعدها في صراع مع أبناء عمومتهم الحماديون الذين أسسوا دولة خاصة بهم في المغرب الأوسط.

### الأزمة العامة في الغرب الإسلامي

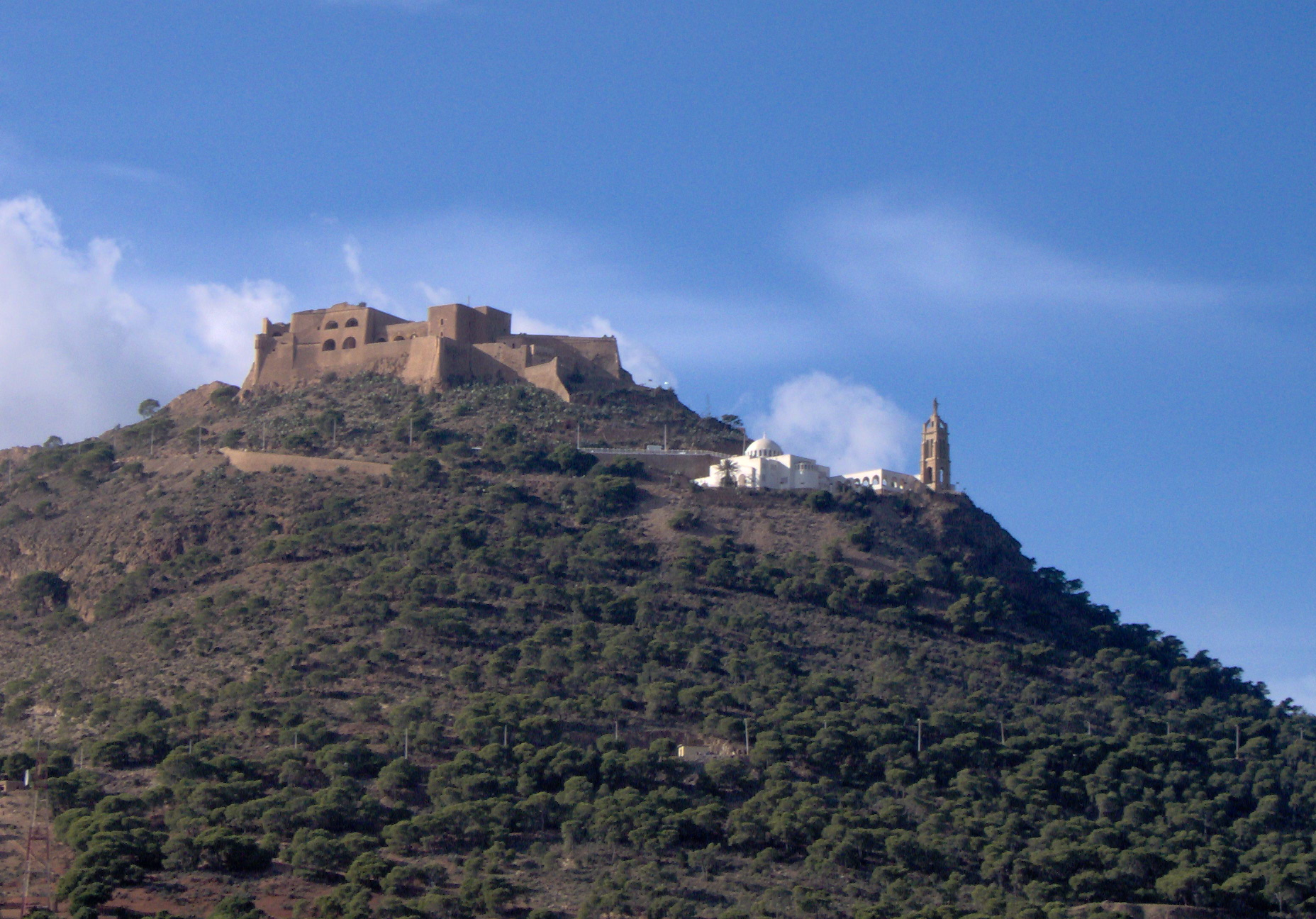
الحصن الإسباني سانتا كروز في وهران.

منذ منتصف القرن الرابع عشر، شهدت بلاد المغرب تدهورا عاما وهجوما إيبريا. وعلى المستوى الاجتماعي والاقتصادي، تنتهي التجارة بتهميش المنطقة المغاربية في التجارة العالمية، انحدار التمدن وشهدت الزراعة تراجعا مع تنازل ملاك الأراضي للقبائل البدوية. ومن الناحية السياسية، فإن نموذج الدولة القبلية أصبح في أزمة، تميز المشهد السياسي من التنافس بين السلالات الحاكمة والحروب الداخلية والثورات الاجتماعية. فالدول ليست أكثر من مجرد فسيفساء من الإقطاع الذاتي. أصبح المناخ أيضا أكثر جفافا من القرن الحادي عشر، وبدأت المجاعات والتراجع الديموغرافي تبدأ وفقا لبعض المؤرخين في العصر الفاطمي. من 1350-1450، والموت الأسود والجفاف لفترات طويلة يولد انخفاض عدد السكان من 30٪ إلى 50٪ 92. هذه الأزمة بإخلاء الريف
أما في المغرب الأوسط، فإن مملكة الزيانيون أصبحت مجزأة وضعيفة بسبب الخلافات الأسرية، حيث استقر الأمراء في وهران وتنس ضد أسياد تلمسان. وفي المملكة الحفصية، فإن أمير محافظتي بجاية وقسنطينة الحافظين، اللذين حكما بالفعل بشكل مستقل حتى القالة وعناية، مستقلان عن أي سلطة في تونس. تشكل الموانئ جمهوريات صغيرة: الجزائر، عنابة، جيجل ودلس، في الجزائر الأرستقراطية التاجر من الأصل الأندلسي، التي تحميها قبيلة عربية تدير المدينة. أما في المرتفعات والقرى الجنوبية والجنوب، فإن الاتحادات القبلية مستقلة عن أي سلطة مركزية.

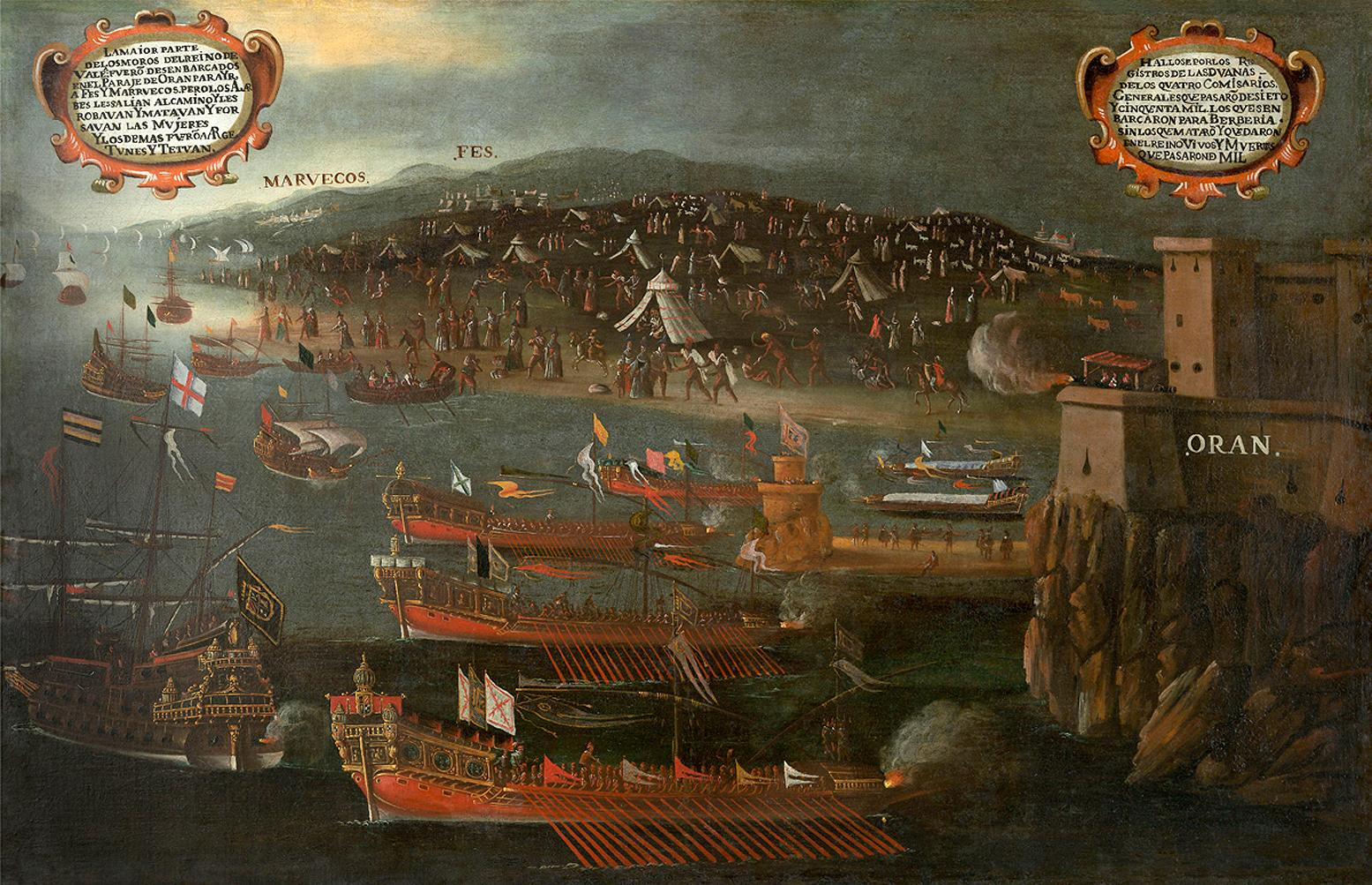
هبوط الموريسكوس في ميناء وهران لفيسنتي ميستر (1613)

عام 1492، أكمل الملكان الكاثوليكيا إسقاط الأندلس، بين القرن الثالث عشر و1609، تاريخ الطرد النهائي للموريكسيين للمسلميد من شبه الجزيرة الإيبيرية، شهدت المنطقة المغاربية تدفق كبير من المهاجرين الأندلسيين. وفي المغرب الأوسط، استوطنوا بشكل جماعي في مدن شمال البلاد، بما في ذلك وهران وتلمسان وندرومة ومستغانم وشرشال وبليدة والجزائر والقليعة وبجاية ودليس ومدية. إن لمساهمة هؤلاء المهاجرين أهمية كبيرة في مجتمعهم المضيف، ولا سيما من الناحية الاقتصادية والثقافية.
يعود الوجود الأندلسي الأقدم في الأراضي الجزائرية. في عصر قرطبة الأموية، حيث أقاموا منشآت على الساحل لممارسة التجارة المتوسطية: تنس في 872 وهران في 902. بحد سقوط الأندلس في فترة الموحدين، عرفت ف المنطقة تدفق عظيم للمهاجرين الأندلسيين. وفي مملكة الزيانين، رحبت تلمسان ب 50 ألف من الأندلس من قرطبة، مما أعطوا المدينة معرفة وفن حضارة مكررة. إن تدفق الإداريين الأندلسيين ساهم في ازدهار المملكة.
في وقت لاحق، طرد الموريكسيين إلى إيالة الجزائر، كان له آثار إيجابية على إزدهارها: أخذوا شرشال، تنس ودلس من أنقاضهم، أعيد تعمير البليدة وأسسوا القل. استضافت مدينة الجزائر 25,000 موريسكي في أوائل القرن السابع عشر الذين ساهموا في التوسع الحضري للمدينة. وعثرت عدة عائلات يهودية من إسبانيا على ملجأ في المغرب الأوسط.

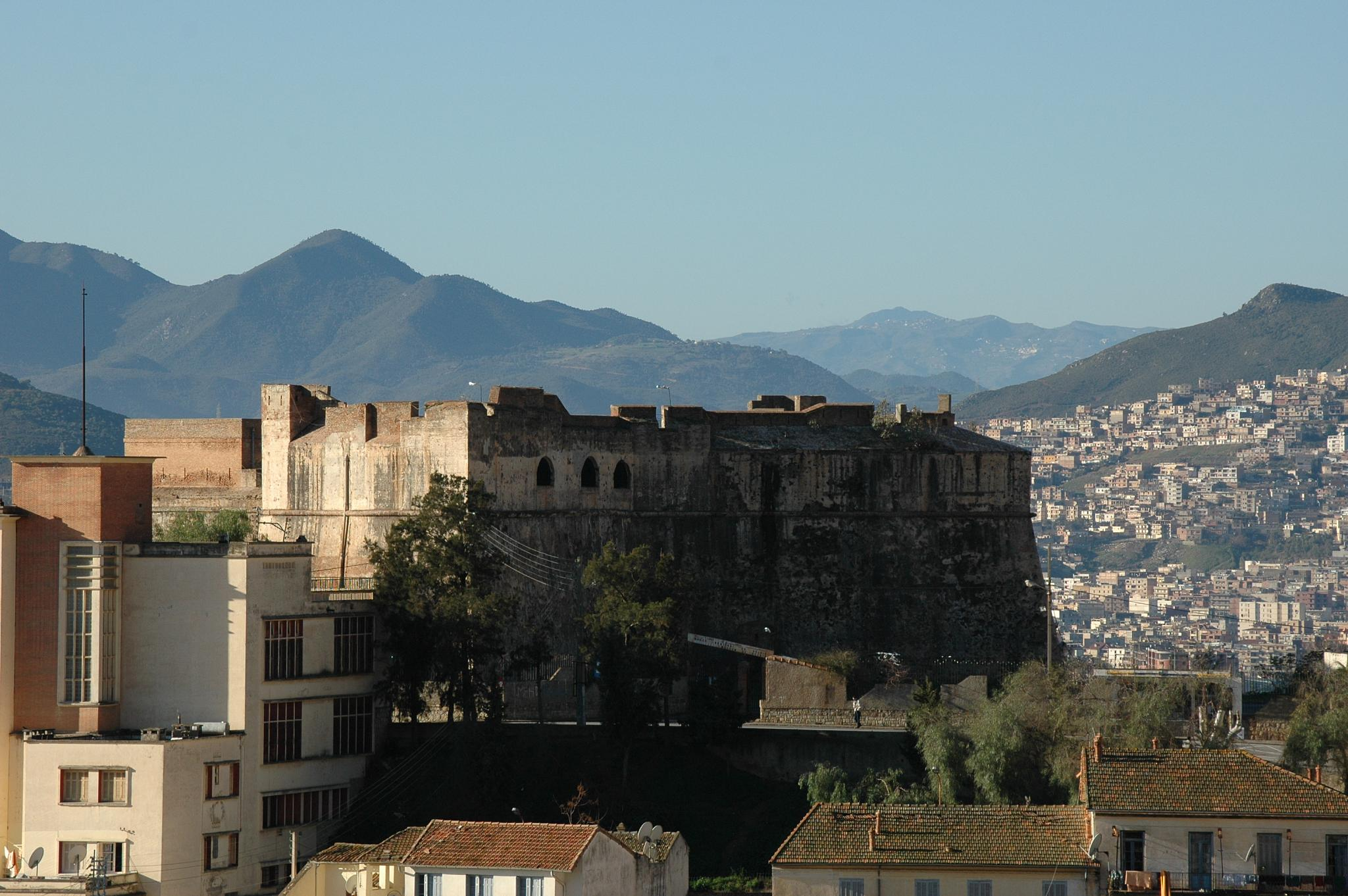
برج موسى في بجاية، الحصن الأسباني السابق الذي يضم الآن متحف المدينة.

في أوائل القرن السادس عشر، ستضطلع إسبانيا بغزو الموانئ الجزائرية، وتقع مرسى الكبير في 1505 يليها وهران في 1509. ويلي القبض على المدينة من قبل الكاردينال فرانسيسكو خيمينيز دي سيسنيروس مجزرة السكان، وهروب السكان، وإغارة القبائل المجاورة، وتحويل مسجدين إلى كنائس.
في عام 1508، دمر بيدرو نافارو هوناي وراشغونل وأخذ بجاية في 1510. سكان بجاية، الفرار من الاحتلال الإسباني للهروب من الفظائع نفسها، التي ارتكبها الاسبان في وهران واللجوء في المناطق النائية، جزء منهم يستقر في قلعة بني عباس.
تحت التهديد الإسباني من مدن أخرى ستدفع ثمنا باهظا: دلس، شرشال ومستغانم؛ وتسلم الجزائر العاصمة الجزيرة التي تسيطر على ميناءها: بينون d'ألجرل 95. يعترف ملك تلمسان بسيادة فرديناند الكاثوليكية، وهافسيديس إرشاد سادة كالا بني أبس وكوكو للدفاع عن المناطق الداخلية من البلاد. إن السكان غير راضين عن قادتهم غير القادرين على الدفاع عنها، الأمر الذي يؤدي إلى ظهور حركات صوفية يكتسب قادتها وزنا سياسيا ويساعد الإخوة باربروس.
وشهدت هذه الفترة ظهور أدبيات تحرض على المقاومة، وتدين الخونة وتدعو الأتراك، التي تعتبر القوة الوحيدة القادرة على قيادة مقاومة متماسكة وموحدة. ويناشد رؤساء المرابطون القراصنة العثمانية لدرء التهديد الإسباني. خير الدين بربروسا مسؤول عن توحيد وتنظيم المقاومة، ويحشد القبائل ويسافر البلاد بما في ذلك القبائل حيث يجند الأسطوري للا خديجة. ومن بين الشخصيات الأخرى للمقاومة سيدي أحمد بنيوسف، شفيع ميليانا ولالا غورايا، شفيع بجاية.

## الجزائر في ظل الحكم العثماني
1504 - 1830 التحقت الجزائر بالدولة العثمانية في 1504م بعد طلب المساعدة من القراصنة العثمانيين وقد أصبحت الجزائر دولة اشتراكية مع آسيا الصغرى وقد تأسس الأسطول البحري الجزائري الذي كان الأقوى في العالم كله والذي كان يتحكم بالبحر المتوسط والسفن التي تمر تدفع غرامة لحمياته وكانت أمريكا تدفع 100000 دولار (مئة ألف دولار) سنويا، وحكم الجزائر آخر داي: الداي حسين، وكانت الجزائر تقوم بمساعدة العثمانيين، وهم يمدونها بالأسلحة والمؤمن والعتاد المدني والعسكري

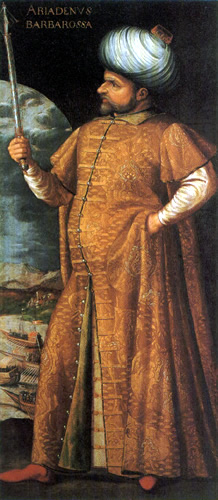
خير الدين بربروس

### الإخوة بارباروس وتأسيس إيالة الجزائر

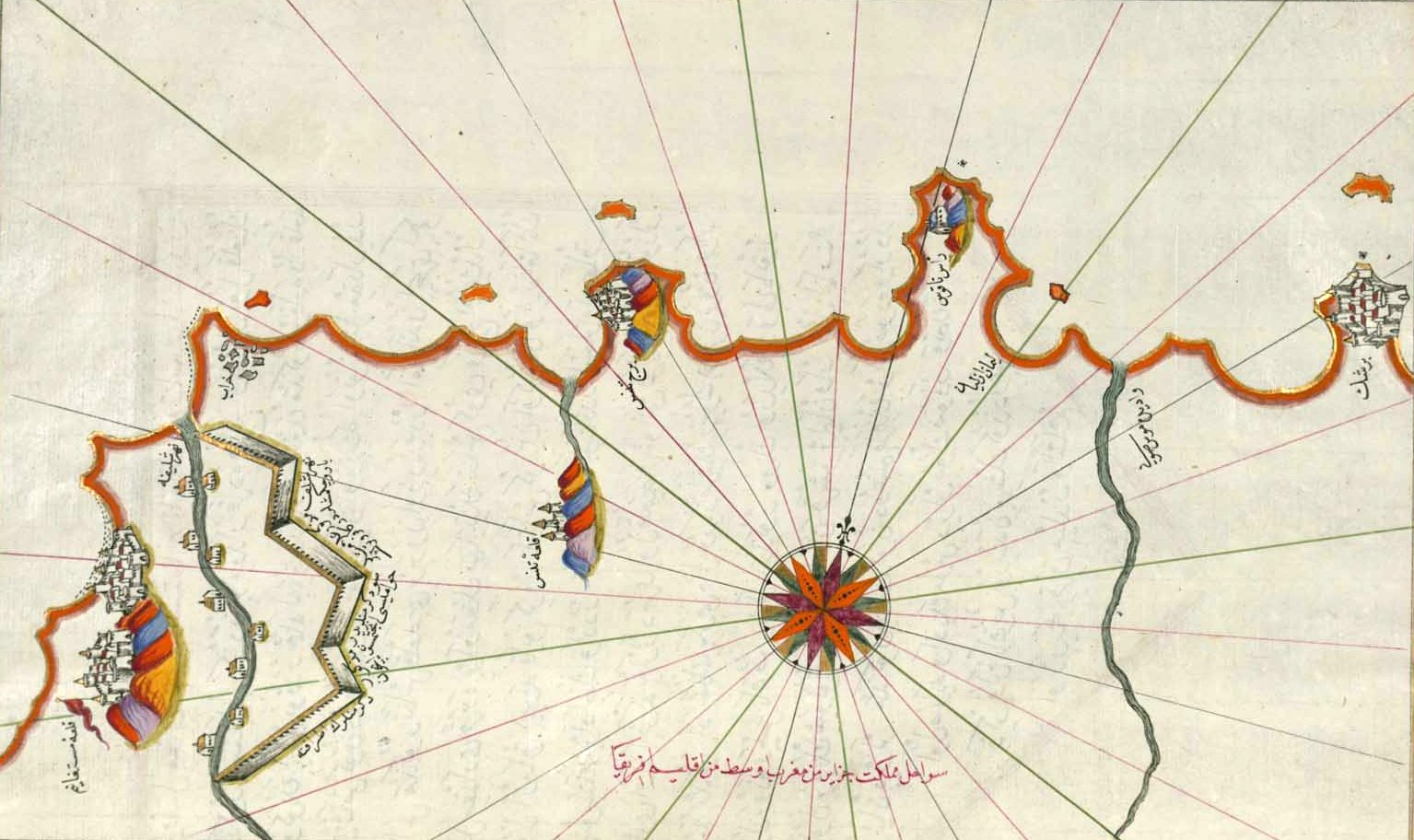
كارطة بيري رئيس للساحل الجزائري نواحي مستغانم

احتل الإسبان مدينة وهران سنة 1504 بقيادة غونزالو سيسنيروز، كاردينال الملوك الكاثوليك، فاستنجد سكان بجاية وجيجل بالاخوة عروج، حيث قام باربروس عروج وخير الدين، بوضع الجزائر تحت سيادة الدولة العثمانية، وجعلا من سواحل البلاد قاعدة لعملياتهم البحرية على الأساطيل المسيحية.
بلغت هذه النشاطات ذروتها سنة 1600، (أطلق على مدينة الجزائر اسم دار الجهاد).
تعرضت مدينة الجزائر خلالها، لهجوم الملك شارل الخامس في 1535 بعد سيطرته على مدينة تونس، التي لم تدم طويلا. وكما أن الجزائر قد انضمت اسميا للدولة العثمانية

### عهد البايلربايات
الحكم 1518 ميلادي 1588 ميلادي ومن مميزاته مواصلة الجهاد ضد الأسبان وطردهم من المدن التي احتلوها بجاية 1555م.

### عهد الباشوات
الحكم 1588 ميلادي 1659 ميلادي ومن مميزاته تحديد الحكم بثلاث سنوات.

### عهد الأغوات
الحكم 1659 ميلادي 1671 ميلادي وذلك بسبب قوة رياس البحر.
ب- عهد الباشاوات (1587 م-1659 م). في سنة 1587 تم إلغاء نظام البايلربايات، واستبدله بنظام الباشاوات وهذا التغيير عين من قبل السلطان العثماني «مراد الثاني»، حيث اصدر فارمان إلغاء نظام البايلربايات واستبداله بهذا النظام، فاخذ الباب العالي بإرسال الباشاوات لحكم مدينة الجزائر ابتداء من 1587 م، وكان هؤلاء الحكام يديرون شؤون الدولة بمعاونة اللجنة الاستشارية مؤلفة من: وكيل الخرج، الخزناجي، خوج الخيل والأغا، وفي هذه المرحلة كان الباشاوات يعينون لثلاث سنوات.
وأول باشا عين طبقا لهذا التنظيم الجديد هو «دالي احمد باشا» (1587 - 1589م) وتداول على هذا المنصب أربعة وثلاثون حاكم منهم من شغل المنصب لمرتين مثل «حسين الشيخ» (1613 م-1616 م)، وكان آخرهم الباشا «إبراهيم» (1656 م-1659 م).

### عهد الدايات (1671 م-1830 م)
نتيجة الأوضاع التي شهدها عهد الأغوات من النزاعات الشخصية والمؤامرات والانقلابات ضد بعضهم البعض والاغتيال حتى أن كثيرا من ولاة هذا العهد عزلوا أو قتلوا أو ابعدوا بعد شهرين أو أقل من تعيينهم في مناصبهم، وأدت هذه الحالة إلى ظهور «طبقة الرياس» واختفاء نظام الأغاوات وظهور عهد الدايات 1671م، والذي دام طويلا واندمج فيه الجنود الانكشارية بطائفة الرياس واختفى الصراع بينهما. وتمكن بعض الدايات من الاستقرار في الحكم مدة طويلة خاصة في القرن الثامن عشر، وكانت هناك بعض التنظيمات تحد من سلطة الداي في أوائل هذا العصر، ولكن في العصور المتأخرة حكموا حكما مطلقا وأصبح للداي الحرية المطلقة في الحكم والإدارة والتفاوض مع الدول الاجنبية وعقد المعاهدات السلمية والتجارية، ويعلن الحرب والسلم ويستقبل الممثلين الدبلوماسيين الأجانب، ومنه يعد عهد الدايات بداية لعهد الاستقلال الكامل للدولة الجزائرية عن الدولة العثمانية ولم تبقى إلا بعض الشكليات، وأول من تولى هذا المنصب هو الداي الحاج باشا (1671م - 1682م) وجاء يعده أربعة وعشرون دايا كان آخرهم الداي حسين باشا (1818م - 1830م) والتي كانت فترة حكمه أطول من الفترات في عهد الدايات.

### الجهاد البحري في المتوسط

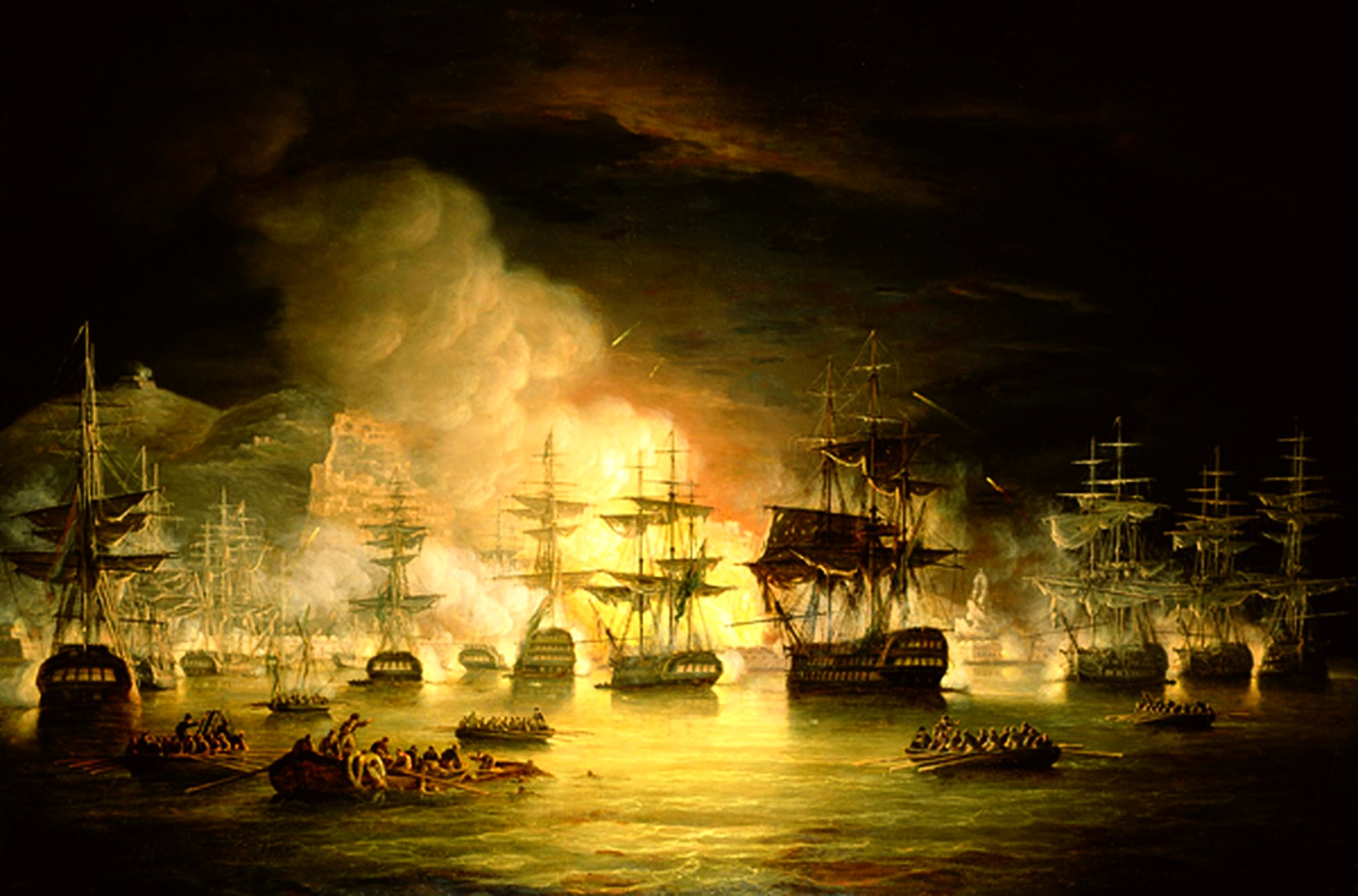
قنبلت الجزائر عام 1816 من الإنغليز

اعتبر البحر المتوسط محمية الاسطول الجزائري ورجاله، وكان على القوى الأوروبية دفع ضريبة الإبحار فيه، مقابل حمايتهم.
الولايات المتحدة الأمريكية، والتي فقدت حماية بريطانيا العظمى لها بعد حرب تحريرها، تعرضت سفنها للجهاد البحري، حيث تم بيع ركابها كعبيد، تلى هذا، خلال 1794، مقترح مجلس الشيوخ الأمريكي، دعما للبحرية للقضاء على القرصنة في سواحل المتوسط.
رغم حشد البحرية الأمريكية، عقدت الولايات المتحدة اتفاقية مع داي الجزائر، سنة 1797، تضمن دفع ضريبة قدرها 10 ملايين دولار خلال 12 سنة، مقابل حماية مراكبها. بلغ سداد ضريبة الولايات المتحدة 20% من مدخولها السنوي سنة 1800.
ألهت الحروب النابوليونية خلال القرن التاسع عشر، اهتمام القوى البحرية عن سحق اساطيل الجهاد المغاربية. لكن الأمور تغيرت بحلول السلام في أوروبا سنة 1815، حيث وجدت الجزائر نفسها في حروب مع إسبانيا، هولندا، بروسيا، الدانمارك، روسيا، ونابولي الإيطالية. خلال نفس السنة، في مارس، سمح مجلس الشيوخ الأمريكي بهجوم ضد البلاد المغاربية.
أرسل العميد البحري ستيفن ديكاتور مع أسطول من 10 قطع، لحماية السفن الأمريكية، كذلك لردع نهائي للاساطيل الجزائرية ورغم أسره عددا من المجاهدين، إلا أنه لم يستطع تحقيق غرضه. لان الداي كان صارما معه. بعدها بسنة، تشكلت وحدة هولندية بريطانية، بقيادة الأدميرال البريطاني، فيكونت إكسموث، قنبلت الجزائر ل 9 ساعات.
كان هذا، آخر عهد للجهاد البحري في الجزائر، حيث تخلى الدايات عن الجهاد البحري، كما التزموا بحماية السفن الغربية للقوى البحرية العظمى.

## الإحتلال الفرنسي للجزائر
احتلت فرنسا الجزائر عام 1830 وبدأت في السيطرة على أراضيها، في 8 سبتمبر 1830 أعلنت كافة الأراضي الأميرية وأراضي الأتراك الجزائريين على أنها أملاك للدولة الفرنسية.
في 1 مارس 1833 صدر قانون يسمح بنزع ملكية الأراضي التي لا توجد مستندات لحيازتها، كما نشرت مراسيم ساعدت الفرنسيين على السيطرة على أملاك الأوقاف وتم السيطرة على الأراضي على نطاق شامل مثل مرسوم 24 ديسمبر عام 1870 الذي يسمح للمستوطنين الأوروبيين بتوسيع نفوذهم إلى المناطق التي يسكنها الجزائريين وإلغاء المكاتب العربية في المناطق الخاضعة للحكم المدني.

### سقوط العاصمة وبداية الاحتلال
في 7 فيفري 1830 اصدر الملك شارل العاشر قرار بتجهيز الجيش الفرنسي لغزو الجزائر. وفي 25 ماي انطلقت الحملة الفرنسية نحو الجزائر بقيادة الجنرال «دي برمون» من ميناء تولون. وفي 14 جوان 1830 نزلت القوات الفرنسية بشبه جزيرة سيدي فرج غرب الجزائر العاصمة، بعد أن أعدت جيشا يضم 40 ألف جندي من المشاة والخيالة، مزودين بأحدث أدوات الحرب، وأسطولا يتكون من 700 سفينة. وقد اختار الفرنسيون هذا الموقع لحرصهم على مباغته مدينة الجزائر بالهجوم عليها برا، نظرا لصعوبة احتلالها من البحر، فقد صمدت طيلة قرون أمام الأساطيل الغازية واجبرت الداي حسين على الاستسلام بوم 5 جويلية 1830.
شجعت فرنسا الأوربيين على الاستيطان والاستيلاء على أراضي الجزائريين المسلمين وحررت قوانين وقرارت تساعدهم على تحقيق ذلك.من بين هذه القرارت والقوانين قرار سبتمبر 1830 الذي ينص على مصادرة أراضي المسلمين المنحدرين من أصول تركية وكذلك قرار أكتوبر 1845 الظالم الذي يجرد كل من شارك في المقاومة أو رفع السلاح أو اتخذ موقفا عدائيا من الفرنسيين وأعوانهم أو ساعد أعداءهم من قريب أو بعيد من أرضه. وقاموا بنشاط زراعي واقتصادي مكثف، حاول الفرنسيون أيضا صبغ الجزائر بالصبغة الفرنسية والثقافة الفرنسية وجعلت اللغة الفرنسية اللغة الرسمية ولغة التعليم بدل اللغة العربية.
حول الفرنسيون الجزائر إلى مقاطعة مكملة لمقاطعات فرنسا، نزح أكثر من مليون مستوطن (فرنسيون، إيطاليون، إسبان...) من الضفة الشمالية للبحر الأبيض المتوسط لفلاحة السهل الساحلي الجزائري واحتلّوا الأجزاء المهمة من مدن الجزائر.
كما اعتبرت فرنسا كل المواطنين ذوي الأصول الأوروبية (واليهود أيضا) مواطنين فرنسيين كاملي الحقوق، لهم حق في التمثيل في البرلمان، بينما أخضع السكان العرب والأمازيغ المحليون (عرفوا باسم 'الأهالي:) إلى نظام تفرقة عنصرية.

### المقاومة الشعبية

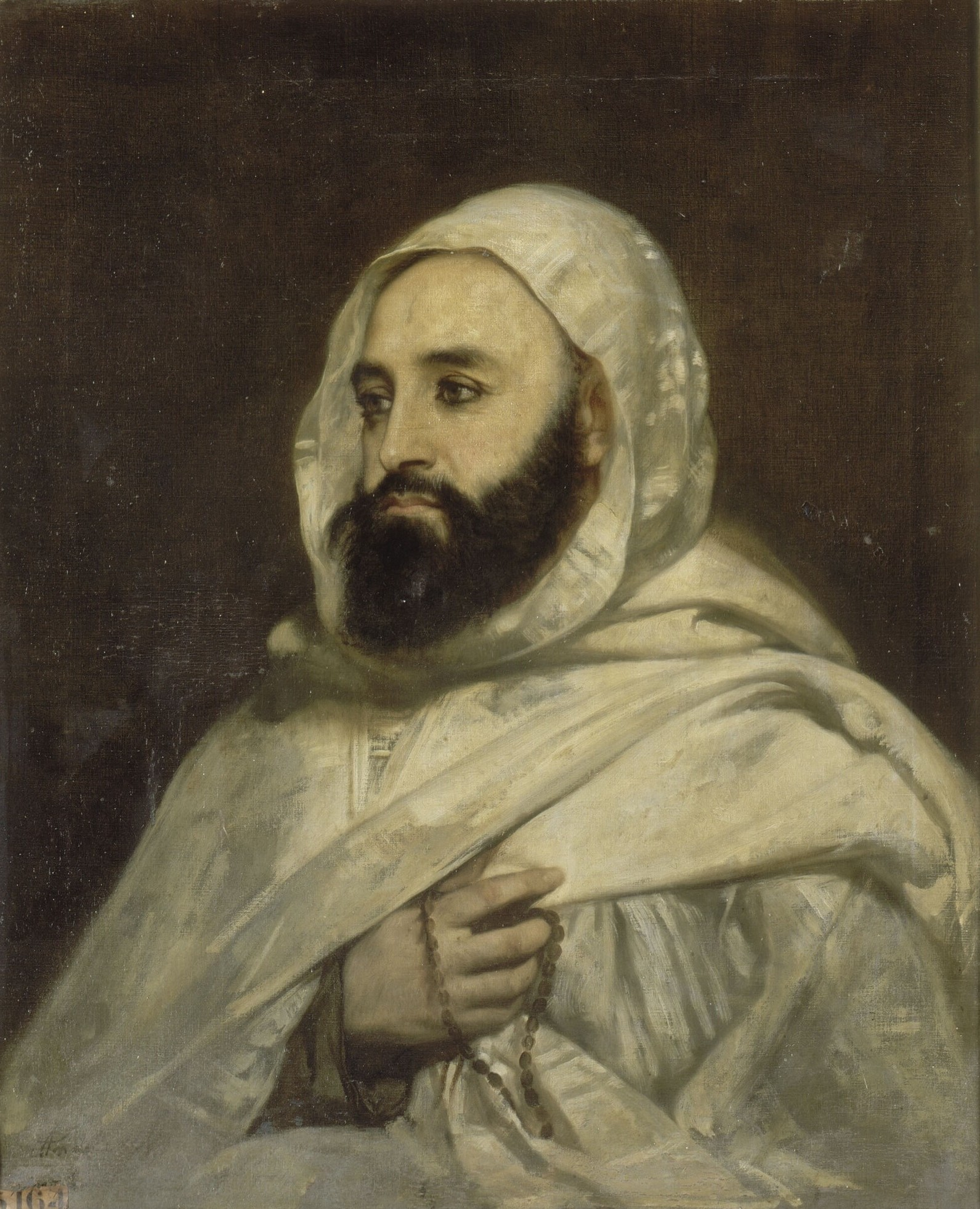
الأمير عبد القادر

بمجرد أن وطأت الجيوش الفرنسية أرض الجزائر سنة 1830، هب الشعب الجزائري الرافض للسيطرة الأجنبية للدفاع عن أرضه، قائما إلى جهاد نادت إليه الحكومة المركزية، وطبقة العلماء والأعيان.
تركزت المقاومة الجزائرية في البداية على محاولة وقف عمليات الاحتلال، وضمان بقاء الدولة. لكن معظم هذه المحاولات باءت بالفشل نظرا لعدم توازن القوى، وتشتت الثورات جغرافيا أمام الجيوش الفرنسية المنظمة التي ظلت تتزايد وتتضاعف لديها الإمدادات.
استمر صمود الجزائريين طوال فترة الغزو متمثلا في مقاومات شعبية تواصلت طيلة القرن التاسع عشر إلى بداية القرن العشرين. ومن أهم الثورات المسلحة خلال هذه الفترة :
- مقاومة الأمير عبد القادر الجزائري والتي امتدت من 1832 إلى 1847 وشملت الشمال الجزائري.
- مقاومة أحمد باي من 1837 إلى 1848 وشملت منطقة قسنطينة.
- ثورة محمد بن عبد الله الملقب بومعزة، من 1845 إلى 1847 بالشلف والحضنة والتيطري.
- مقاومة الزعاطشة من 1848 إلى 1849 بالزعاطشة (بسكرة) والأوراس. ومن أهم قادتها بوزيان (بو عمار)
- مقاومة الأغواط وتقرت من 1852 إلى 1854 تحت قيادة الشريف محمد بن عبد الله بن سليمان.
- انتفاضة الناصر بن شهرة من 1851 إلى 1875.
- ثورة القبائل من 1851 إلى 1857 بقيادة لالة فاطمة نسومر والشريف بوبغلة.
- ثورة أولاد سيدي الشيخ من 1864 إلى 1880 بواحة البيض وجبل عمور ومنطقة التيطري، سور الغزلان والعذاورة وتيارت بقيادة سليمان بن حمزة، أحمد بن حمزة، سي لتعلي.
- مقاومة الشيخ المقراني من 1871 إلى 1872 بكل من برج بوعريريج، مجانة، سطيف، تيزي وزو، ذراع الميزان، باتنة، سور الغزلان، العذاورة، الحضنة.
- ثورة 1871 في جيجل والشمال القسنطيني
- مقاومة الشيخ بوعمامة 1881-1883، وشملت عين الصفراء، تيارت، سعيدة، عين صالح.
- مقاومة الطوارق من 1916 إلى 1919 بتاغيت، الهقار، جانت، ميزاب، ورقلة، بقيادة الشيخ أمود.

### قانون الأهالي

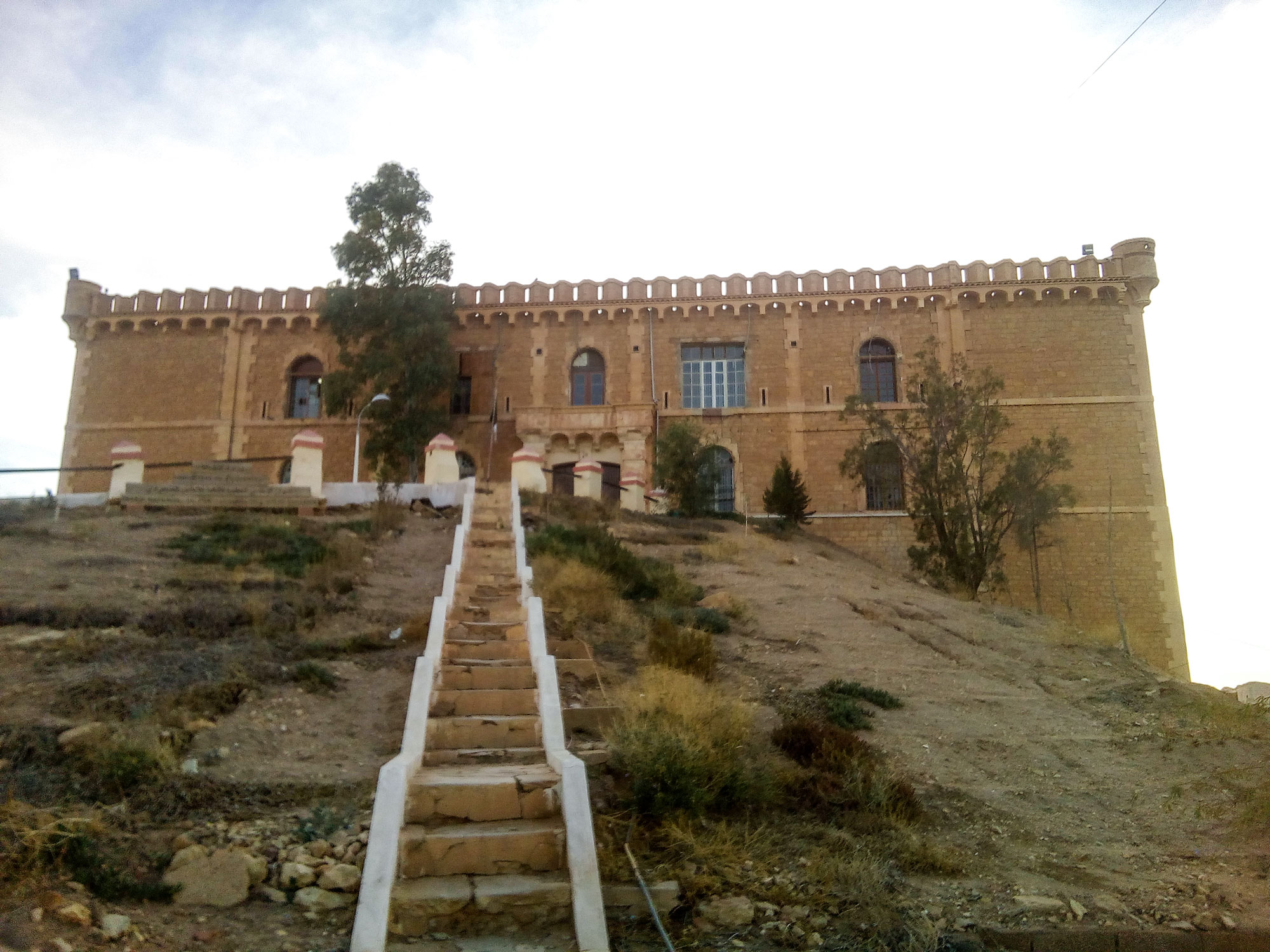
حصن تيزقرارين - الأغواط

صدر قانون الأهالي سنة 1871 أي إحدى وأربعين سنة بعد احتلال كافة التراب الجزائري وهو ما يعني أن الفرنسيين تريثوا قبل أن يصدروا هذا القانون ولعل في ذلك دراسة متأنية لواقع البلاد وردود الفعل وهذا القانون هو عبارة عن مجموعة إجراءات تعسفية مورست على الأهالي المحليين مبنية أساسا على الظلم والجور والقهر والحرمان لعل أهمها «القضاء على المؤسسات التقليدية كنظام الجماعة الذي يسير شؤون المواطنين بمقتضى العرف والتقاليد والقوانين الإسلامية» والحد من حرية تحرك الجزائريين في وطنهم إلا برخصة يقدمها المستعمر إضافة إلى افتكاك الأراضي وتوزيعها على الجاليات الأوربية التي وجدت تزامنا مع الوجود الفرنسي من مالطيين وإسبان وإيطاليين وكورسيك (نسبة إلى كورسيكا) كما فرض الاستعمار ضريبة مجحفة على الأهالي حتى «في شخص المرأة والقط والكانون والبرمة (القدر)» ويقوم هذا القانون على مبدأ تقسيم الأراضي المتبقية إلى ثلاثة أقسام :
- ثلث تستولي عليه الإدارة
- ثلث يستفيد منه العملاء كالقياد والقواد ودواير المصابحية
- الثلث الباقي من الأراضي غير الصالحة والمجود أغلبها قرب الجبال أو داخلها بور للأهالي.

قانون الأهالي هو قانون (كما تدل على ذلك التسمية) يتعلق بالجزائريين خدمة للأوروبيين الموجودين في الجزائر والذين جلبوا لاستغلال خيرات هذا البلد ومحاولة لطمس هوية هذا المجتمع العربي المسلم، ولم يكن هذا القانون الذي أصدر في 1871م اعتباطيا بل كان وراءه هدفا واضح المعالم وهو الحد قدر الإمكان من حرية الجزائري ومراقبته وتكبيل حركته حتى يفسح المجال«للرجل الأبيض» لمزيد استغلال ثروات هذا البلد فلا الإنسان ولا الحيوان حر في تحركاته بل كاد يكون الجماد مقيدا لو لم يكن كذلك طبيعيا ففرنسا سنت مثلا قانونا زراعيا يهدف إلى تطوير الزراعات الصناعية الاستعمارية وسعت إلى تلقين الفلاحين الجزائريين طرق ووسائل الفلاحة الاستعمارية ولكن شريطة أن يكون المردود لصالح المستعمر كما يقول الدكتور صالح فركوس. أي استغلال أرض غير أرضـه بأيادي غير أياديـه. كان (إذن) الفلاح الجزائري يواجه وسائل مختلفة للتعسف والاضطهاد.
هكذا سن قانون الأهالي لإذلال مجتمع في وقت سيطرت فيه المجاعة وعم البؤس وصادف أن انتشر الجراد بشكل ملحوظ ومروع في الجزائر في تلك الفترة مما زاد الوضع تعقيدا وانتشرت الأوبئة الفتاكة في المقابل يسعى الاستعمار إلى تقوية وجود المستوطنين الأوروبيين ولعل ما عبر عنه عمار بوحوش ببرنامج المستوطنين خير دليل على ذلك وخاصة النقطة الثانية منه والتي تحدث فيها عن الخطة التي اعتمدها المستوطنون للاستيلاء على الجزائر بمباركة الدولة الفرنسية طبعا فهذه النقطة تؤكد على القمع ومصادرة أراضي الجزائريين خاصة بعد الثورات العارمة في سنتي 1870 و1871م وهو ما جاراهم فيه أول رئيس للجمهورية الثالثة الذي قال : «يمكن للعرب (المقصود الجزائريين) أن يقوموا بثورات لكن سيتم احتوائهم أو ابتلاعهم».
وفي سنة 1871م استولى المستوطنون على 500.000 هكتار بعد أن صادرتها الدولة على أنها أملاك عامة حسب تعبير الحاكم العام (De Geydon) بفرض غرامات مالية على 298 بلدية قام ساكنوها بثورات ضد فرنسا قدرت بـ36.282.298 فرنك كما صادرت السلطات أراضي 313 بلدية قدرت مساحتها بـ2.639.600 هكتار. هذا الوضع لم يكن في الحقيقة وليد الفترة الفرنسية بل يجد له جذورا في الحقبة الاستعمارية الروماني.

### المقاومة السياسية

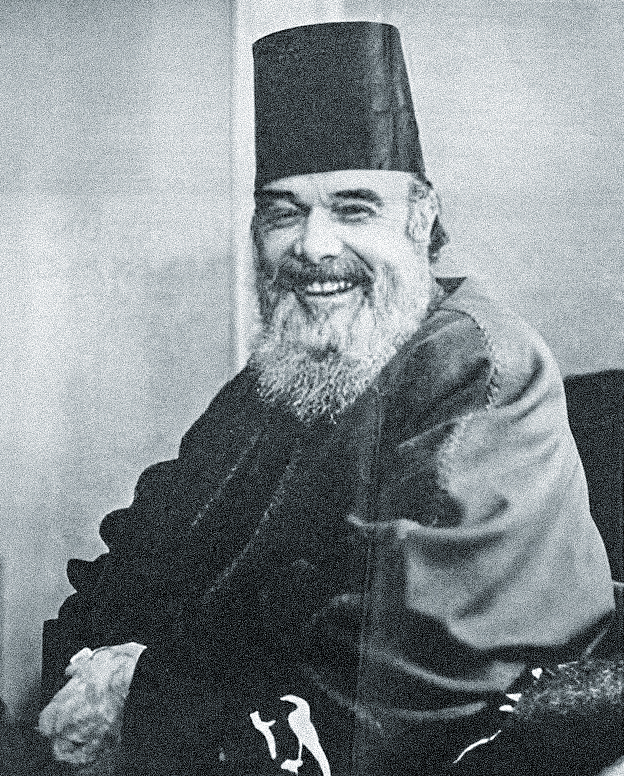
مصالي الحاج

في بداية القرن العشرين، بلغت السيطرة الاستعمارية في الجزائر ذروتها رغم المقاومة الشعبية التي شملت كامل أنحاء الوطن، وبدا دوي المعارك يخف في الأرياف ليفتح المجال أمام أسلوب جديد من المقاومة التي انطلقت من المدن.
يعود الفضل في ذلك إلى ظهور جيل من الشباب المثقف الذي تخرج من جامع الزيتونة والأزهر والقرويين، ومراكز الحجاز، وعمل على نشر أفكار الإصلاح الاجتماعي والديني، كذا دفعات من الطلاب الجزائريين الذين تابعوا تعليمهم باللغة الفرنسية، واقتبسوا من الثقافة الغربية طرقا جديدة في التفكير.
وقد حملت تلك النخبة من المثقفين على عاتقها مسؤولية قيادة النضال السياسي. وقد تميز أسلوبها بميزتين رئيسيتين وهما الأصالة والحداثة، مما أدى إلى بزوغ اتجاهين في صفوفها، احديهما محافظ والثاني مجدد. نادى المحافظون بالاحتفاظ بقوانين المجتمع الجزائري والشريعة الإسلامية وطالب الإصلاحيون بحق الشعب في الانتخابات البلدية والبرلمانية لتحسين ظروفه. وقد اعتمد كل من الاتجاهين أساليب جديدة في المقاومة تمثلت في الجمعيات والنوادي والصحف.
من جهة أخرى، نشطت الحركة الوطنية على الصعيد السياسي، فاتحة المجال أمام تكوين منظمات سياسية تمثلت في ظهور تيارات وطنية شعبية وتأسيس أحزاب سياسية من أهمها، حركة الأمير خالد، حزب نجم شمال أفريقيا (1926)
حزب الشعب الجزائري (1937) وجمعية العلماء المسلمين الجزائريين (1931) وقد عرفت مرحلتين هامتين:
- مرحلة ما قبل الحرب العالمية الثانية: تميزت بمطالبة فرنسا بالتنازل عن الحقوق للجزائريين
- مرحلة ما بعد الحرب العالمية الثانية: اتجهت فيها الآراء إلى توحيد الجهود للمطالبة بالاستقلال.

كما ظهرت في الثلاثينيات حركة الكشافة الإسلامية الجزائرية التي كانت بمثابة مدرسة تخرج منها العديد من قادة 'الثورة التحريرية:.

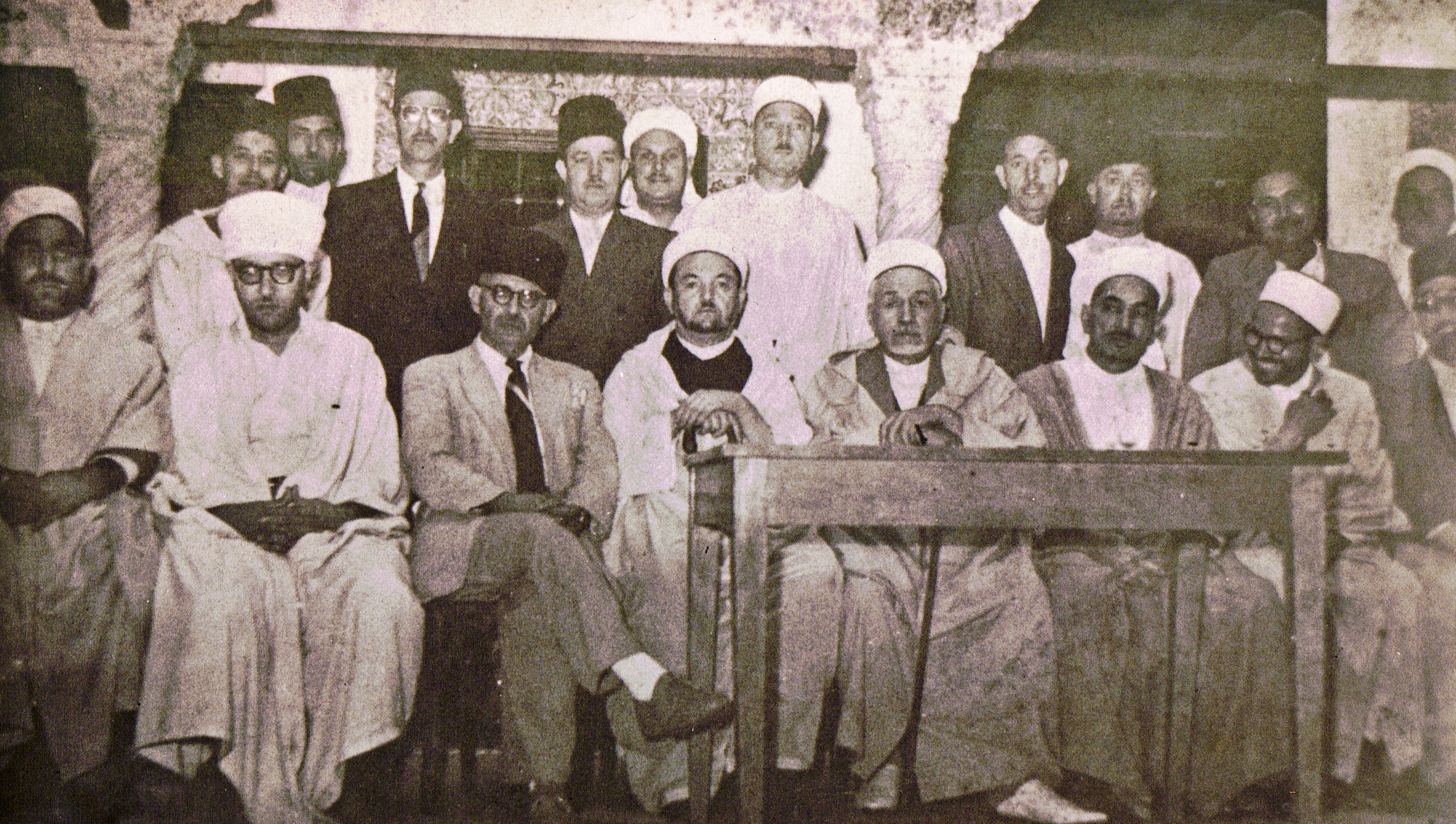
المجلس الإداري لجمعية العلماء المسلمين الجزائريين - نهاية الأربعينيات.

### مجازر 8 ماي 1945
غداة انتهاء الحرب العالمية الثانية بسقوط النظامين النازي والفاشي، خرجت الجماهير عبر كافة دول العالم تحتفل بانتصار الحلفاء. وكان الشعب الجزائري من بين الشعوب التي جندت أثناء المعارك التي دارت في أوروبا، وقد دفع العديد من الأرواح ثمنا للحرية، لكن هذه الأخيرة (الحرية) اقتصرت على الدول الغربية، وعلى رأسها فرنسا التي نقضت عهدها مع الجزائريين بمنحهم الاستقلال مقابل مساهمتهم في تحررها من الاحتلال النازي.
فخرج الجزائريين في مسيرات تظاهرية سلمية لمطالبة فرنسا بالوفاء بالوعد. وكان رد هذه الأخيرة بالسلاح والاضطهاد الوحشي ضد شعب أعزل. فكانت مجزرة رهيبة شملت مدن سطيف وقالمة وخراطة، سقط خلالها ما يزيد عن 45.000 شهيد.
فأدرك الشعب الجزائري أنه لا حرية له ولا استقلال إلا عن طريق النضال والكفاح المسلح.

### الثورة التحريرية

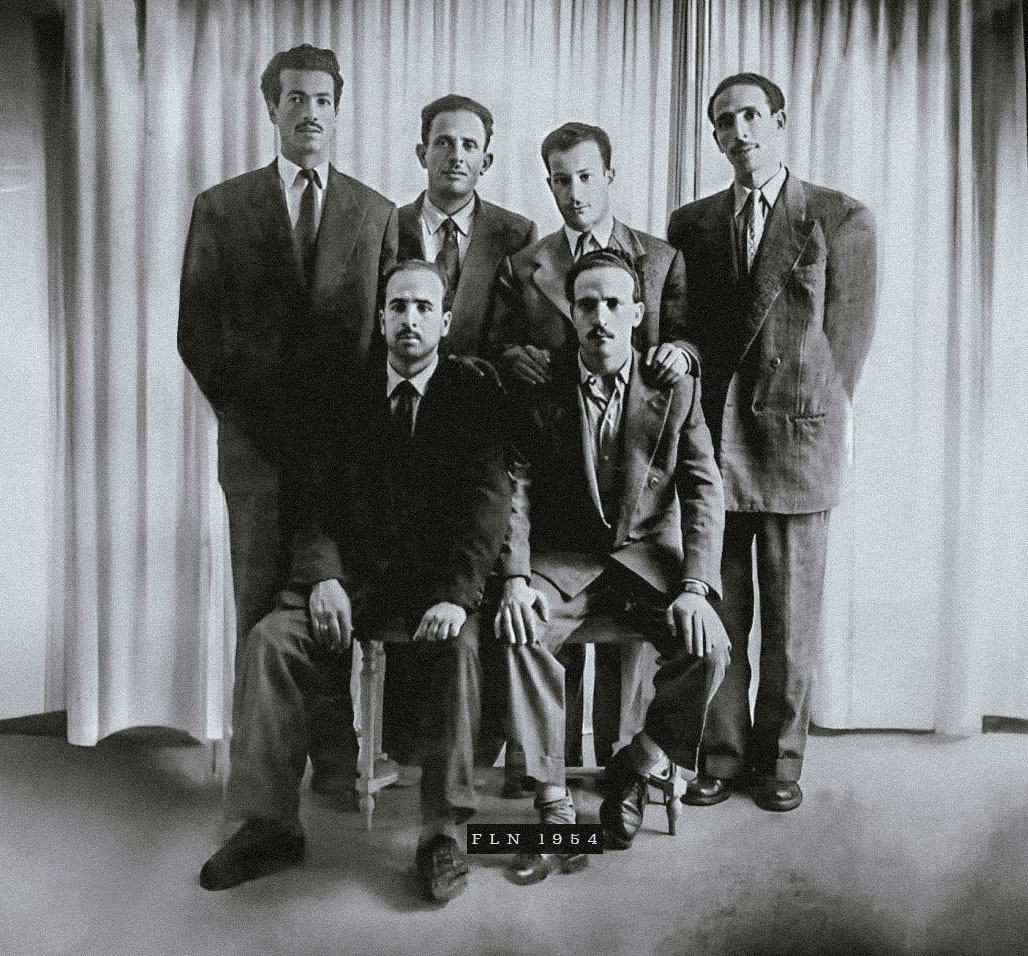
القادة الستة لحزب جبهة التحرير الوطني عام 1954

في 23 مارس 1954 تأسست اللجنة الثورية للوحدة العمل، بمبادرة من قدماء المنظمة السرية، وبعض أعضاء اللجنة المركزية لحركة انتصار الحريات الديمقراطية، وقد جاءت كرد فعل على النقاش العقيم الذي كان يدور حول الشروع في الكفاح المسلح وانتظار ظروف أكثر ملائمة. باشر مؤسسوها العمل فورا، فعينوا لجنة مكونة من 22 عضوا حضرت للكفاح المسلح، وانبثقت منها لجنة قيادية تضم 6 أعضاء حددوا تاريخ أول نوفمبر 1954 موعد الانطلاق الثورة التحريرية وأصدروا بيانا يوضح أسبابها وأهدافها وأساليبها.
في ليلة الفاتح من نوفمبر من سنة 1954 شن ما يقارب 3000 مجاهد ثلاثين هجوما في تعمارية. وقد توزعت العمليات على معظم أنحاء التراب الوطني حتى لايمكن قمعها كما حدث لثورات القرن التاسع عشر بسبب تركزها في جهات محدودة.
وعشية اندلاع الثورة أعلن عن ميلاد «جيش وجبهة التحرير الوطني» وتم إصدار بيان يشرح طبيعة تلك الأحداث ويحدد هدف الثورة، وهو استعادة الاستقلال وإعادة بناء الدولة الجزائرية.
- هجوم 20 أوت 1955: يعتبر هجوم 20 أوت 1955 بمثابة نفس جديد للثورة، لأنه أبرز طابعها الشعبي ونفي الادعاءات المغرضة للاستعمار الفرنسي، ودفع الأحزاب إلى الخروج من تحفظها والانضمام إلى جبهة التحرير. إذ عمت الثورة العارمة جميع أجزاء الشمال القسنطيني، واستجاب الشعب تلقائيا، بشن عمليات هجومية باسلة استمرت ثلاثة أيام كاملة كلفت تضحيات جسيمة في الأرواح، لكنها برهنت للاستعمار والرأي العالمي بان جيش التحرير قادر على المبادرة، وأعطت الدليل على مدى تلاحم الشعب بالثوار.
- مؤتمر الصومام 20 أوت 1956: حققت جبهة التحرير الوطني في بداية نشاطها إنجازات هائلة، مما شجعها على مواصلة العمل التنظيمي. فقررت عقد مؤتمر تقييمي لسنتين من النضال وذلك في 20 أوت 1956 في أغزر امقران بوادي الصومام. كرس المؤتمر مبدأ القيادة الجماعية، مع الأولوية للقيادة العسكرية والنضال داخل التراب الوطني. كما قررت تمكين الجبهة من فرض نفسها كممثل شرعي للشعب الجزائري أمام دول العالم وهيأته وذلك عبر مؤسستين هامتين وهما:المجلس الوطني للثورة الجزائرية وهو الهيئة العليا التي تقوم مقام البرلمان، ولجنة تنسيق الشؤون السياسية والعسكرية وهيكلة جيش التحرير الوطني وتقسيم الجزائر إداريا إلى ست ولايات.
- أحداث قرية سيدي يوسف 08 فيفري 1958: شهدت الثورة الجزائرية خلال السنوات الثلاث الأولى من اندلاعها تصاعدا معتبرا إلى تكثيف المحاولات العسكرية من طرف الاستعمار لإخماد المقاومة بشتى وسائل الدمار وقد تمثلت تلك المحاولات في القمع الوحشي للجماهير عبر الأرياف والمدن. من بين العمليات الوحشية التي قام بها الجيش الفرنسي من أجل عزل المجاهدين وعرقلة وصول الأسلحة والمؤن إلى داخل الوطن، قصف قرية سيدي يوسف التونسية الواقعة على الحدود الجزائرية يوم 08 فيفري 1958 حيث قامت القوات الاستعمارية بشن هجمات عنيفة بطائراتها الحربية تسببت في إبادة عشرات الأبرياء من المدنيين التونسيين والجزائريين. لكن تلك الحادثة لم تنل من عزم الشعب الجزائري على مواصلة كفاحه، كما أنها لم تؤثر قط على أواصر الأخوة والمصير المشترك الذي كان لا يزال يربط بين البلدين والشعبين الشقيقين.
- الحكومة الجزائرية المؤقتة 19 سبتمبر 1958 : مواصلة للجهود التنظيمية للهيئات السياسية التي تقود الثورة، تم يوم 19 سبتمبر 1958 من طرف لجنة التنسيق والتنفيذ، الإعلان عن تأسيس الحكومة المؤقتة للجمهورية الجزائرية، كإحياء للدولة واستعاده للسيادة، وقد يظهر جليا انه أصبح للشعب الجزائري ممثل شرعي ووحيد.
- مظاهرات 11 ديسمبر 1960: صعد الشعب الجزائري مواقفه لتصبح علنية استجابة لنداءات جبهة التحرير الوطني منذ أول نوفمبر 1954 فقام باضطرابات ومظاهرات للتعبير عن رايه والتأكيد على وحدته ونضجه السياسي، وقد بدا ذلك جليا خلال مظاهرات 11 ديسمبر 1960 التي شملت كافة التراب الوطني. وقد انطلقت تلك المظاهرات الوطنية يوم 10 ديسمبر من حي بلكور الشعبي بالجزائر العاصمة، حيث خرج المتظاهرون يحملون الإعلام الوطنية ويهتفون باستقلال الجزائر وشعارات مؤيدة لجبهة التحرير الوطني. فحاصرتهم القوات الاستعمارية محاولة عزل الحي عن الإحياء الأوروبية. وفي اليوم التالي تدخلت قوات المظليين فانطلقت النار على الجماهير مما أدى إلى خسارة في الأرواح. ولكن ذلك لم يمنع المظاهرات من الانتشار إلى بقية إحياء العاصمة وبعدها إلى معظم المدن الجزائرية. حيث برهن الجزائريون خلالها على وقوفهم صفا واحدا وراء جبهة التحرير الوطني.
- أحداث 17 أكتوبر 1961: تحتفظ الذاكرة الجماعية بتاريخ 17 أكتوبر 1961، يوم خرج مئات الجزائريين بالمهجر في تظاهرات سلمية تلبية لنداء فيدرالية حزب جبهة التحرير الوطني بفرنسا، فوجهوا بقمع شديد من طرف السلطات الفرنسية.أدى إلى قتل العديد منهم، ويمثل هذا التاريخ اليوم الوطني للهجرة تخليدا لتلك الأحداث الراسخة على صفحات التاريخ الجزائري.
- التفاوض ووقـف إطلاق النار: أظهرت فرنسا التوافق التام لمبدأ التفاوض ثم أخذت تتراجع من جراء تزايد عنفوان الثورة وتلاحم الشعب مع الجبهة فجا رة من خلال المظاهرات التي نظمت في المدن الجزائرية وفي المهجر.

جرت آخر المفاوضات بصفة رسمية ما بين 7 و18 مارس 1962 بمدينة ايفيان الفرنسية
والاستفتاء حول الاستقلال وتوجت أخيرا بالتوقيع على اتفاقية ايفيان ودخل وفق إطلاق النار حيز التنفيذ يوم 19* مارس 1962 على الساعة 12 ظهرا.
- الاستقلال: استمرت الثورة متحدية كل أنواع القمع التي تعرضت لها في الأرياف والمدن من أجل ضرب ركائزها.وتواصل الكفاح المسلح إلى جانب العمل المنظم من اجل جمع التبرعات المالية وشحن الادرية وتوزيع المناشير وغيرها.

بقي الشعب الجزائري صامدا طيلة سنوات الحرب يقاوم شتى أنواع البطش من اعتقالات تعسفية وترحيل وغيرها مبرهنا بذلك على ايمانه بحتمية النصر.
وفي الفاتح من جويلية من عام 1962 تجلى عزم الشعب الجزائري على نيل الاستقلال عبر نتائج الاستفتاء التي كانت نسبتها 97.5 بالمئة نعم.وتم الإعلان عن استفلال الجزائر يوم 3 جويلية 1962 واختير يوم 5 جويلية عيدا للاستقلال.

## ما بعد الاستقلال
في جويلية 1962 أقر المجلس الوطني للثورة الجزائرية في اجتماعه في ليبيا برنامجاً أعدته لجنة ترأسها أحمد بن بلة تناول في بنوده الإصلاح الزراعي، ومصادرة الأراضي وتوزيعها وإقامة تعاونيات فلاحية.
وفي نهاية أيلول 1962 تم انتخاب فرحات عباس أول رئيس للجزائر وعين أحمد بن بلة رئيساً للحكومة. وقد أقدمت هذه الحكومة فيما بعد على حل الحزب الشيوعي، وحزب الثورة الاشتراكي (محمد بوضياف) وحزب مصالي الحاج.

### عهد الرئيس أحمد بن بلة
وفي نيسان 1963 تولى بن بلة منصب سكرتير جبهة التحرير ثم انتخب في 23 أيلول بعد تبنيه لدستور رئاسي رئيساً للجمهورية لمدة 5 سنوات بالإضافة إلى توليه رئاسة الحكومة ومنصب القائد الأعلى للجيش، وقد استقال فرحات عباس من رئاسة الجمعية التأسيسية إثر هذه التطورات، ثم طرد من جبهة التحرير. ثم قام تمرد في منطقة القبائل يتزعمه زعيم جبهة القوات الاشتراكية حسين آيت أحمد والمسؤول السابق للولاية العقيد محند ولد الحاج الذي استطاع بن بلة التفاهم معه في حين ظل آيت أحمد متمرداً.
وفي تشرين الأول أمم بن بلة ما تبقى من المؤسسات الفرنسية، كما عطل الصحف التي كان الفرنسيون يشرفون عليها.
وفي تشرين الأول 1963 تحولت الخلافات حول الحدود مع المغرب إلى اشتباكات عسكرية حرب الرمال ما لبثت أن توقفت بعد توسط بعض الدول الأفريقية.

### عهد هواري بومدين
في 19 حزيران 1965 ووسط الاستعداد لاستضافة المؤتمر الآسيوي الأفريقي، أطاح انقلاب عسكري تزعمه قائد جيش التحرير العقيد هواري بومدين على الرئيس أحمد بن بلة وذلك نتيجة صراعات سياسية وخلافات على النهج العام للسياسة الداخلية.
وقد شكل هواري بومدين حكومة بنفسه تسلم فيها حقيبة الدفاع وأوكل إلى عبد العزيز بوتفليقة مهمة وزارة الخارجية، وكان هدفه كما حدد في بيانه إعادة تأكيد مبادئ الثورة وتصحيح أخطاء السلطة وإنهاء الانقسامات الداخلية. وقد اعتمد الرئيس بومدين في سياسته الداخلية على مبدأ السياسة التنموية لكافة قطاعات الإنتاج وتزامن هذا الأمر مع عمليات الإصلاح الزراعي في الريف التي انحصرت في تأميم الملكيات الكبيرة وتوزيعها على الفلاحين. وفي مجال السياسة الخارجية فقد وضع هواري بومدين العلاقة مع الفرنسيين على السكة الصحيحة وفق شروط ومعاهدات واستطاع استرداد الشركات الجزائرية من الفرنسيين رغم الاحتجاجات التي صدرت من الدولة الفرنسية، كما متّن العلاقات مع الاتحاد السوفياتي.
أما على صعيد الصراع مع إسرائيل فقد قامت الجزائر بدعم منظمات المقاومة الفلسطينية كما وعمدت إلى أخذ موقف متصلب من إسرائيل وبعد اتفاقية «كامب ديفيد» انضمت الجزائر إلى جبهة الصمود والتصدي كما شاركت في قمة بغداد التي أدانت هذه الاتفاقية.
ومنذ عام 1975 توترت العلاقات الجزائرية المغربية والجزائرية الموريتانية بسبب قضية الصحراء الغربية وظلت الجزائر ترفض تسليم إسبانيا الصحراء للمغرب وموريتانيا، فقد كانت تدعم جبهة البوليزاريو.
تصارع المجاهدون بعدها في نزاع السلطة، ومالت أخيرا لجماعة وجدة وجيش الحدود.
أعلن المكتب السياسي عن نفسه، مساء 22 يوليو/جويلية 1962 بمدينة تلمسان، قيادة عليا للجزائر المستقلة، بعد أن فشل في الحصول على تزكية أغلبية الثلثين، في آخر دورة لمجلس الثورة المنعقد بطرابلس من 27 مايو إلى 6 يونيو/جوان. ومع ذلك أكد في إعلان أنه قرر تحمل مسؤولياته في إطار شرعية مؤسسات الثورة لغاية انعقاد المؤتمر الوطني السيد. في إشارة إلى الأغلبية النسبية التي قدر تحالف أحمد بن بلة-هواري بومدين انه تحصل عليها في دورة مجلس الثورة المذكور.
والواقع أن أول قيادة للجزائر المستقلة كانت «سلطة فعلية» حــلت محل هيئة شرعية هي الحكومة المؤقتة للجمهورية الجزائرية، التي كان من المفروض أن تواصل مهامها غداة الاستقلال إلى غاية انتخاب المجلس التأسيسي. انتهت الفترة الانتقالية-الإضافية بعد وقت قصير في 20 سبتمبر الموالي، تاريخ انتخاب المجلس الذي تولى تعيين حكومة شرعية برئاسة أحمد بن بله.

### عهد الشاذلي بن جديد
مرض هواري بومدين مرضا عضالا وعسر على الكثير معرفة سببه أدى إلى وفاته، بعده ترأس الجمهورية الشاذلي بن جديد.

### أحداث 5 أكتوبر 1988
في يوم 25 سبتمبر بدأت ملامح ثورة شعبية وعمالية تلوح في الأفق بعد أن عقدت نقابة مؤسسة صناعة السيارات سوناكوم لقاء بالمركب، حيث ندد العمال، لأول مرة، بالفساد وببعض رموز الدولة، مرددين شعارات مناهضة لهم· أما في الأحياء الشعبية، فقد فتح، خطاب الشاذلي
بن جديد، المجال واسعا للحديث عن قرب ثورة شعبية في الجزائر ضد رموز الدولة، كيف لا والأزمة الاقتصادية التي عرفتها الجزائر عام 1986 بسبب تدني أسعار المحروقات، وما صاحبها من تدن للقدرة الشرائية وإعلان عدد من الشركات الوطنية إفلاسها وعدم قدرتها استيراد القهوة والدقيق، ساهم في تأجيج غضب الشارع·
- في 4 أكتوبر الذي كان يوم أربعاء، 1988 بدأت بعض القلاقل تظهر في أحياء شعبية معروفة كباب الوادي والرويبة والحراش، فانتشرت مصالح الأمن أو كان يسمى سابقا لدى عامة الناس بـ «الأمن العسكري»، عبر بعض هذه الأحياء لتقصي الحقائق ومعرفة ما كان يحضر له·
- في 5 أكتوبر، وفي وسط باب الوادي، اعترضت مجموعة من الشباب سبيل حافلة وقاموا بإنزال كل ركابها وأضرموا فيها النار، ثم توسعت إلى باقي شوارع الحي العتيق حيث استهدف المواطنون كل ما يرمز للدولة، وانتهز العاطلون عن العمل، وكذا البسطاء، مؤسسات أروقة الجزائر ونهبوا كل ما فيها، وقد بلغ صدى هذه الاحتجاجات إلى أحياء «باش جراح» و«الحراش» و«الشراقة» و«عين البنيان»، ثم حتى الأحياء الراقية كالأبيار وبن عكنون وحيدرة، وتحولت الجزائر العاصمة، بأكملها، إلا بؤرة للاحتجاجات وأعمال التخريب والحرق ومحاولة اقتحام منازل عدد من الشخصيات التي كانت ترمز لنظام الحكم في الجزائر آنذاك·

أما المواطنون الذين لم يكونوا على علم بما يحدث وفضلوا المكوث ببيوتهم، فكانت آذانهم معلقة ببعض الإذاعات الدولية، خاصة «فرنسا الدولية» التي كانت تعطي بعض المعلومات عما يحدث، أما التلفزيون، فاكتفى ببث صور التخريب ونداءات تدعو للهدوء والتعقل·
- يوم الخميس 6 أكتوبر 1988، امتدت المظاهرات إلى كل الأحياء الشعبية، وانقطعت الدراسة في المدارس والثانويات خوفا من أن تمتد المظاهرات إلى لثانويات ويلتحقون بالحركة، وذلك بأمر من وزارة التربية الوطنية·
- يوم 7 أكتوبر 1988 المصادف ليوم الجمعة، حاول بعض قادة التيار السلفي في الجزائر قيادة مسيرة في شوارع باب الوادي انطلاقا من مسجد السنة الذي كان يتواجد به علي بن حاج، وقبل انطلاق المسيرة، دعا أحمد سحنون ومحفوظ نحناح المصليين للتعقل، غير أن هؤلاء لم يستجيبوا لنداءات الشيخين الذين كانا يحظيان بمصداقية لدى عامة الناس، وقد حاول كل من أحمد سحنون ونحناح وعباسي مدني التوجه إلى رئاسة الجمهورية لدعوة الرئيس الشاذلي بن جديد لوقف إطلاق الرصاص على المتظاهرين وإطلاق سراح الموقوفين من المتظاهرين، لكن مصالح الأمن رفضت ذلك ومنعتهم من الوصول إلى مقر الرئاسة·

وفي المساء، أعلن الرئيس الشاذلي بن جديد، حالة الحصار وفرض حظر التجول ليلا في العاصمة وضواحيها، وانتشرت قوات الجيش عبر كامل أحياء العاصمة حفاظا على ما تبقى مما خربه المتظاهرون·
- 8 أكتوبر، بدأ عدد من الشخصيات والمدافعين عن حقوق الإنسان، ومنهم علي يحيى عبد النور وعدد من ممثلي تيار اليسار، في التحرك للمطالبة بالإفراج عن الموقوفين بعد أن تسربت معلومات عن تعرض العديد منهم للتعذيب، وامتدت هذه المطالبات إلى جامعة بن عكنون حيث عقد الطلبة والجامعيون جمعيات عامة تطالب بالإفراج عن الموقوفين·
- يوم 10 أكتوبر، يظهر الشاذلي بن جديد على التلفزيون، ودعا المواطنين للتعقل، ووعدهم بغد أفضل، وبإصلاحات في جميع المجالات السياسية والاقتصادية، وكان الهدوء قد عاد إلى كل أحياء العاصمة وما جاورها·

وفهم الجزائريون أن ثمة تلميح لتغيير في نظام الحكم، وأن الجزائر مقبلة على الانفتاح، وهو ما تم فعلا، حيث رحل محمد الشريف مساعدية عن جبهة التحرير الوطني ليخلفه عبد الحميد مهري، وأقر الشاذلي دستورا جديدا أقر التعددية السياسية والإعلامية في الجزائر، وفتح مجال النشاط واسعا لكل التيارات السياسية مهما كانت انتماؤها، وأقر حرية التعبير أيضا، كما فتح المجال الاقتصادي للقطاع الخاص·

### العشرية السوداء
في هذه الفترة بعد أحداث أكتوبر 1988، شهدت الجزائر انفتاح سياسي وتعددية. وظهرت أحزاب من مذاهب سياسية عديدة أبرزها حزب الجبهة الإسلامية للإنقاذ الذي فاز بالانتخابات البلدية لسنة 1990 ثم الدور الأول من التشريعية لسنة 1991 بالأغلبية (حسب عدد الجريدة الرسمية). ولكن العملية السياسية أجهضت واستقال الرئيس الشاذلي بن جديد ودخلت البلاد في أزمة حادة نتيجة تدخل قادة الجيش. اعتقل الآلاف ودخلت البلاد دوامة من العنف والعنف المضاد. استلم السلطة آن ذاك المجلس الأعلى للدولة المشكل حديثا ترأسه محمد بوضياف، ولكن دوامة عنف لم تتوقف، وشهدت البلاد فترة عصيبة باغتيال بوضياف وسقوط عدد هام من الجزائريين ما بين قتيل ومفقود.
عند تولي اليمين زروال السلطة، قاد حوارا مع الجماعات المسلحة المعارضة، استكمل في عهد الرئيس بوتفليقة بمصالحة وطنية، وتمت عملية التهدئة وتوقف العنف المسلح بشكل كبير واستقرت أغلب مناطق البلاد خاصة بعد أن شرعت الدولة في القيام بمشاريع اجتماعية واقتصادية وفرت مناصب شغل للكثيرين بسبب تحسن أسعر النفط وانكفاء الجماعات المسلحة.

### الجزائر في عهد بوتفليقة
أحد عشر عام من العمل داخليا وخارجيا، فبعد المصالحة الوطنية شرع طاقم عبد العزيز بوتفليقة بعدة مهام، أوله بث الاستقرار والسلم، ثم الإصلاحات والتنمية. كما تم ترسيم الاعتراف اللغة الأمازيغية كلغة وطنية مباشرة في العهدة الأولى.

## مواضيع ذات صلة
- تاريخ ولاية الجزائر
- معركة الأغواط (1852)
- تاريخ الجزائر القديم والحديث

## وصلات خارجية
- تاريخ الجزائر ودول الجوار عرض موجز للأحداث والتواريخ.
- وزارة المجاهدين للتعرف على الأحداث خلال الاحتلال الفرنسي.